# Pintura moderna
Pintura moderna es un término de gran ambigüedad, que es utilizado por la bibliografía para referirse a muy distintos conceptos dentro de la historiografía del arte. Su utilización dentro de cada una de las fuentes coincide o no con el sentido que se da a los términos "arte moderno", "escultura moderna" y "arquitectura moderna", igualmente ambiguos; así como al concepto de modernidad.
Utilizado con un criterio cronológico, podría referirse a la pintura de la Edad Moderna (siglos XV al XVIII); pero no es eso lo habitual.
Utilizado con un criterio estético, se refiere a la pintura que rompe con los convencionalismos estéticos del academicismo y desarrolla las nuevas posibilidades expresivas que llegan a su punto culminante con las denominadas vanguardias artísticas. De esta manera, su ubicación cronológica sería el siglo XX; aunque también incluye las obras y autores del siglo XIX que se caractericen por su "modernidad" estética (por ejemplo, Goya, Turner, Millet, Courbet, Manet, Monet, Degas, Cézanne, Gauguin o Van Gogh); e incluso anteriores (es tópico calificar de "moderna" la pintura de El Greco, la de Velázquez o la de Rembrandt). Por el contrario, excluye a las obras y autores tanto o más recientes que se caractericen por su academicismo o conservadurismo estético, o incluso por su acomodación al gusto burgués o popular (kitsch, pompier). En la segunda mitad del siglo XX se terminaron imponiendo las distintas modalidades de expresión vanguardista como canon estético y del mercado del arte, con notables excepciones (por ejemplo, la pintura oficial de los países del bloque del Este, donde se anquilosó el denominado realismo socialista -en el extremo político opuesto, la pintura oficial de los fascismos no se prolongó más allá de la II Guerra Mundial, ni siquiera la del franquismo-).
Para mayor confusión, también es muy extendido el uso del término pintura contemporánea, con el que a veces se opone y a veces se identifica.

## Uso museográfico
La necesidad de establecer una separación con criterios museográficos ha llevado a algunas instituciones a denominar sus fondos de "pintura moderna" diferenciados de los de "pintura antigua". En cada una de ellas se han encontrado soluciones distintas; en algún caso resultando en un radical apartamiento de lo "no moderno" (Los Angeles County Museum of Art).

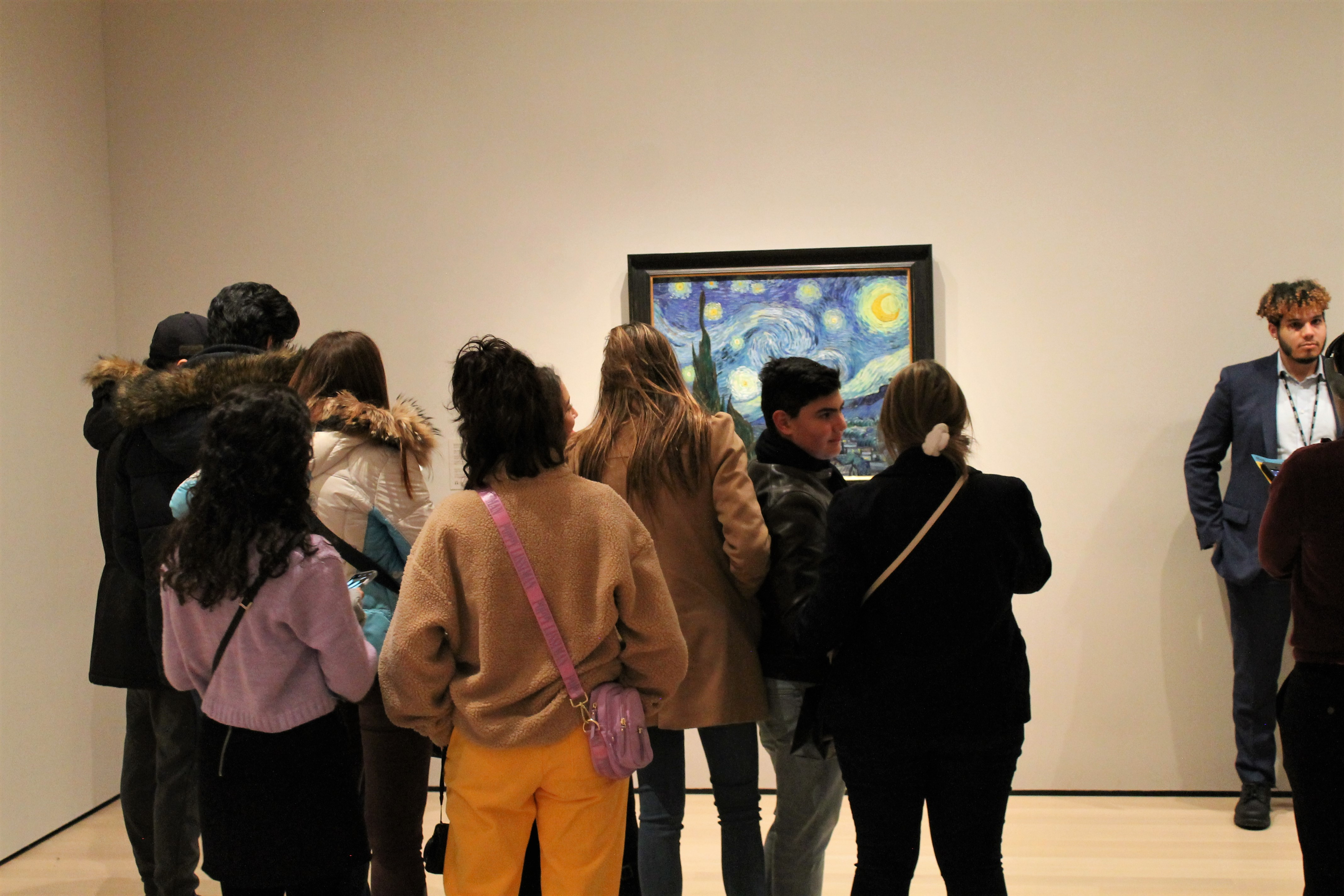
Visitantes contemplando La noche estrellada de Van Gogh en el MOMA de Nueva York.
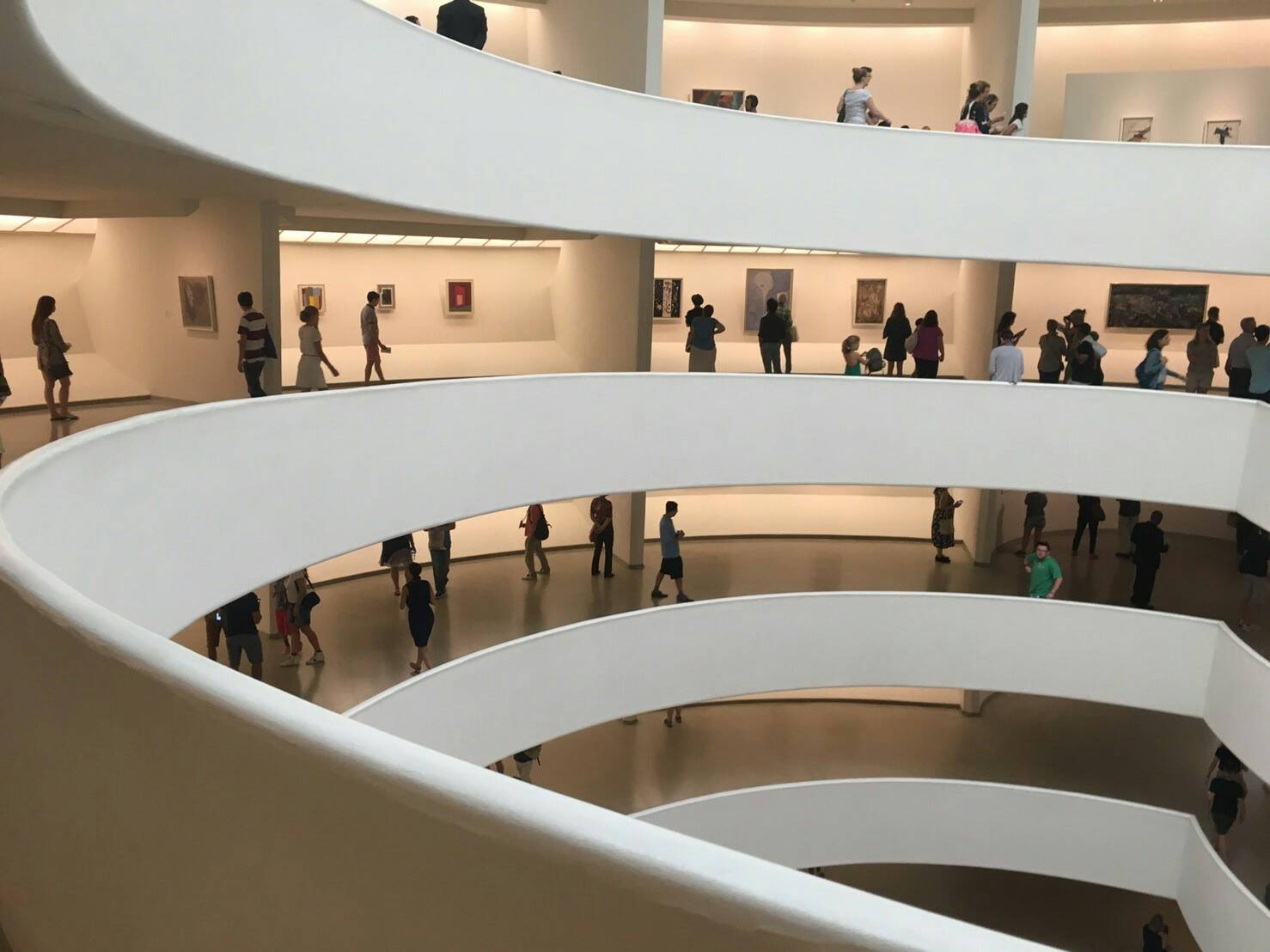
Visitantes del Guggenheim de Nueva York.
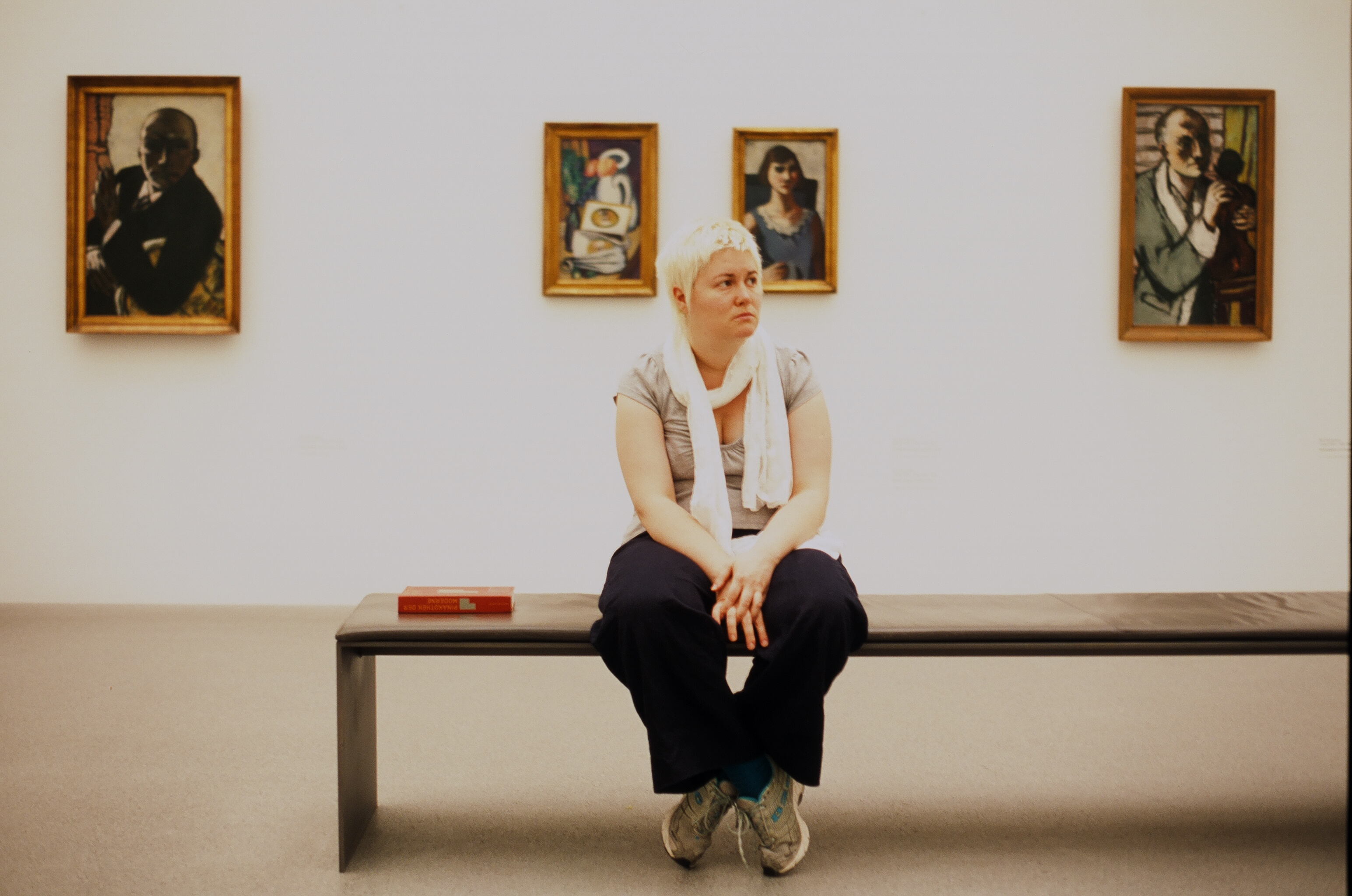
Una visitante de la Pinakothek der Moderne de Múnich.
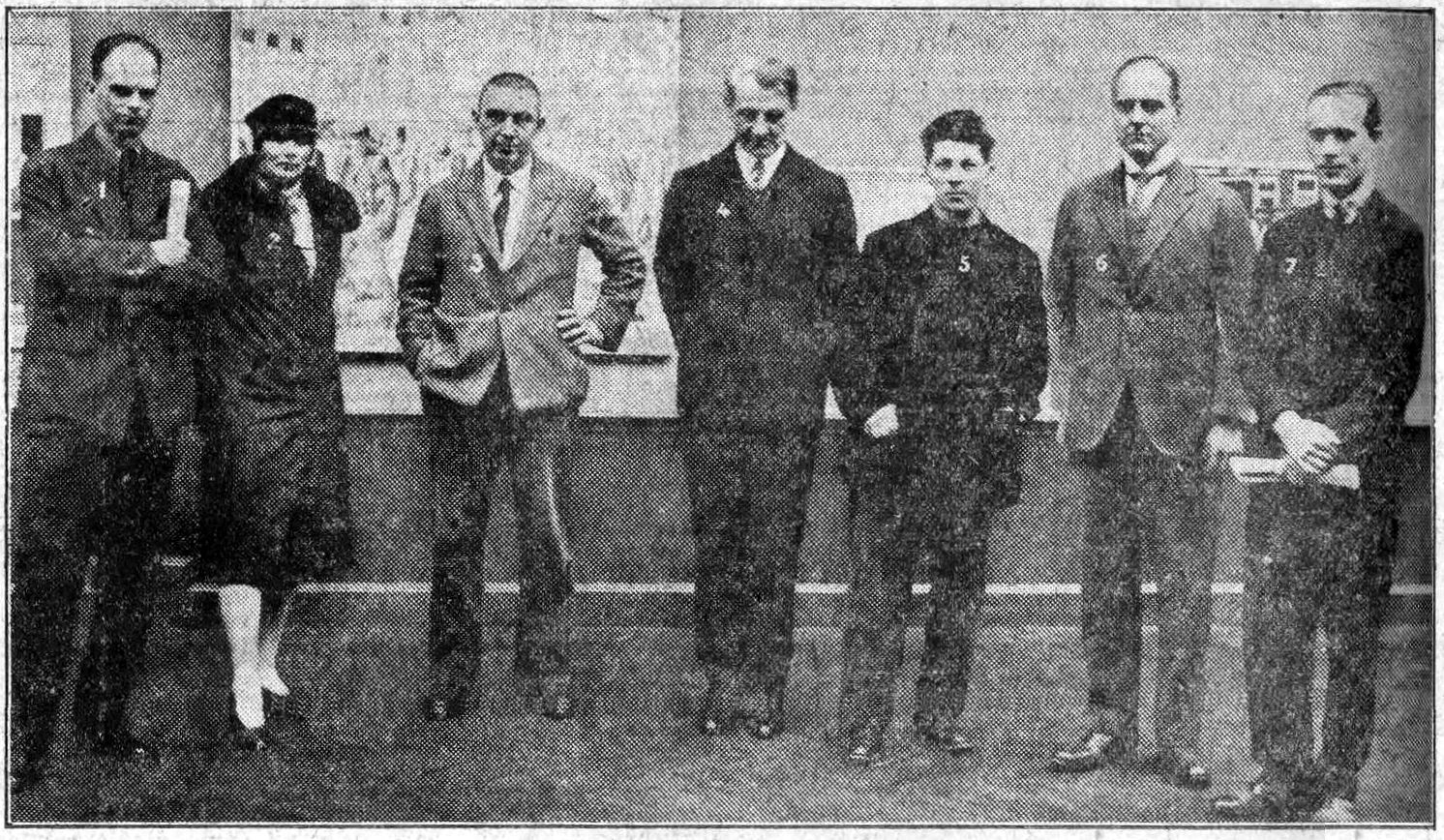
Pintores holandeses en la apertura del Stedelijk, 1928.
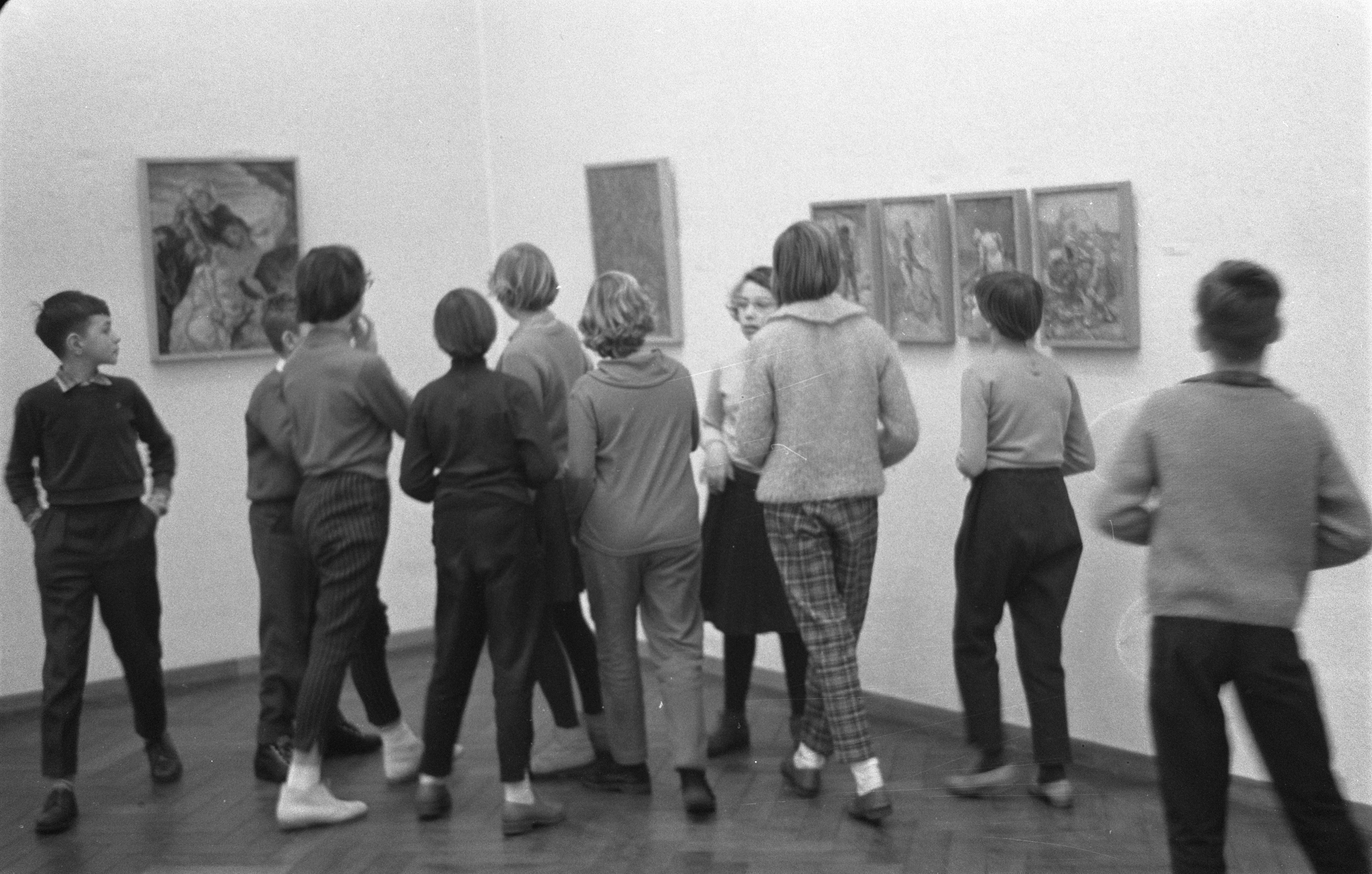
Escolares visitando el Stedelijk, 1960.

En el caso de los del Museo Thyssen Bornemisza (Madrid) los fondos de los siglos XIII al XIX se califican de "pintura antigua" (es decir, la que por edades históricas es la medieval, la moderna y el comienzo de la contemporánea) y los de los siglos XIX y XX de "pintura moderna". El Museo Gulbenkian (Lisboa) define su Centro de arte moderna ("centro de arte moderno") a la parte de su colección resultado del apoyo de la Fundación Gulbenkian a artistas de Portugal y otras naciones a partir de 1956, y que se exhibe con esa denominación en un edificio propio desde 1983. El Whitney Museum of American Art (Nueva York) se dedica a "las obras creadas... durante los siglos XX y XXI". El Guggenheim de Nueva York utiliza una enumerativa y significativa expresión: Impressionist, Post-Impressionist, and early modern masterpieces... modern art from its 19th-century roots ("obras maestras impresionistas, post-impresionistas y modernas tempranas... arte moderno desde sus raíces [del] siglo XIX") para las obras cronológicamente anteriores al núcleo de la colección, que a su vez presenta como nonobjective painting ... abstract and Surrealist painting ("pintura no objetiva... pintura abstracta y surrealista"). Para la National Gallery of Art (Washington) las Modern Paintings ("pinturas modernas") son las posteriores al año 1900 (incluso se dividen en dos secciones: hasta 1950 y desde 1950). Para el Museum of Modern Art (Nueva York) su delimitación cronológica va "desde los años 1880 hasta hoy". El departamento de arte moderno y contemporáneo del Metropolitan Museum of Art (Nueva York) se dedica "al estudio, colección y exhibición de arte desde 1890 hasta hoy". El San Francisco Museum of Modern Art, que se define como "comprometido con el arte de nuestro tiempo", delimita el comienzo de sus colecciones de pintura en 1900.

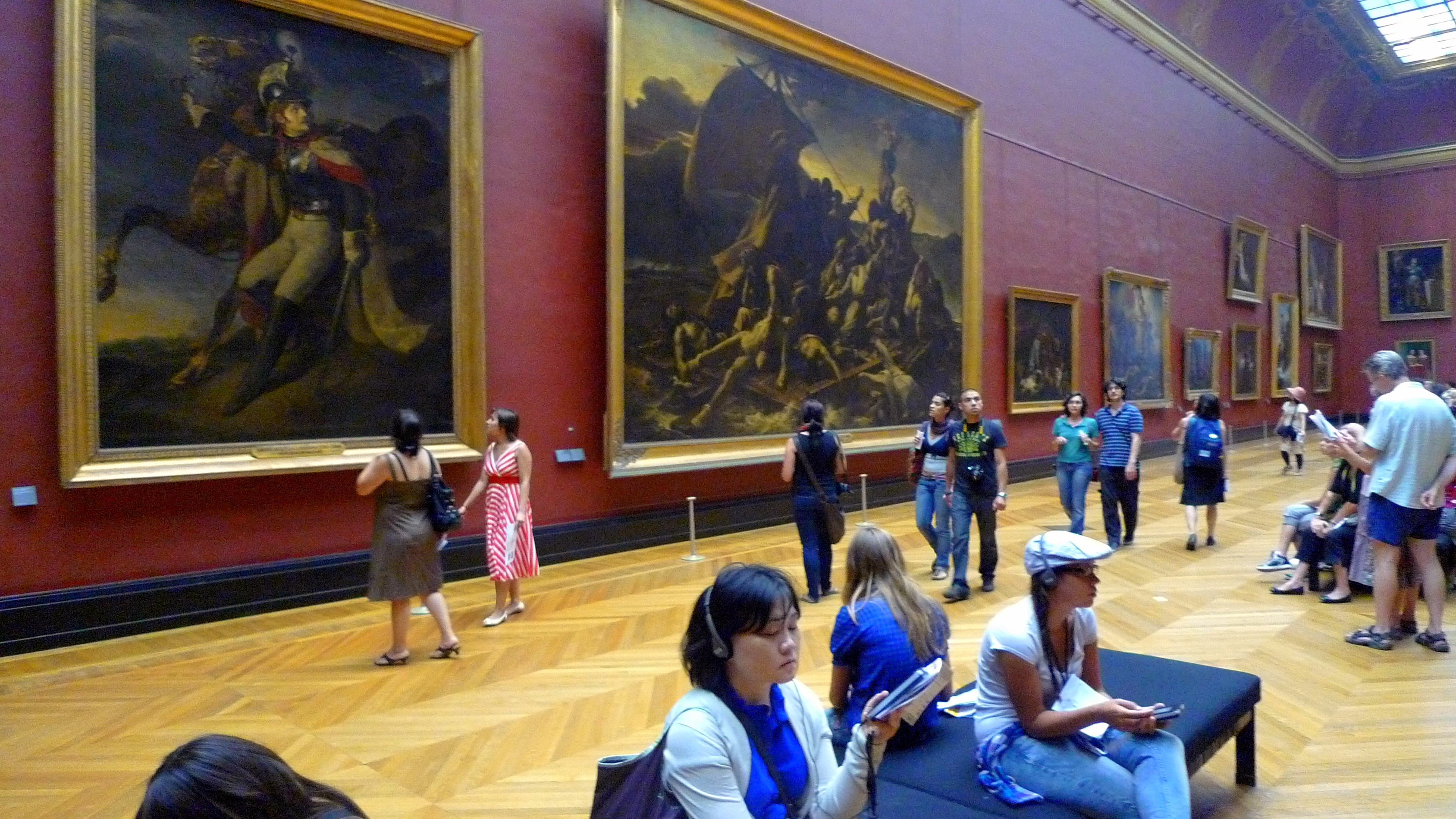
Visitantes del Museo del Louvre contemplando Coracero herido y La balsa de "La Medusa", de Géricault.
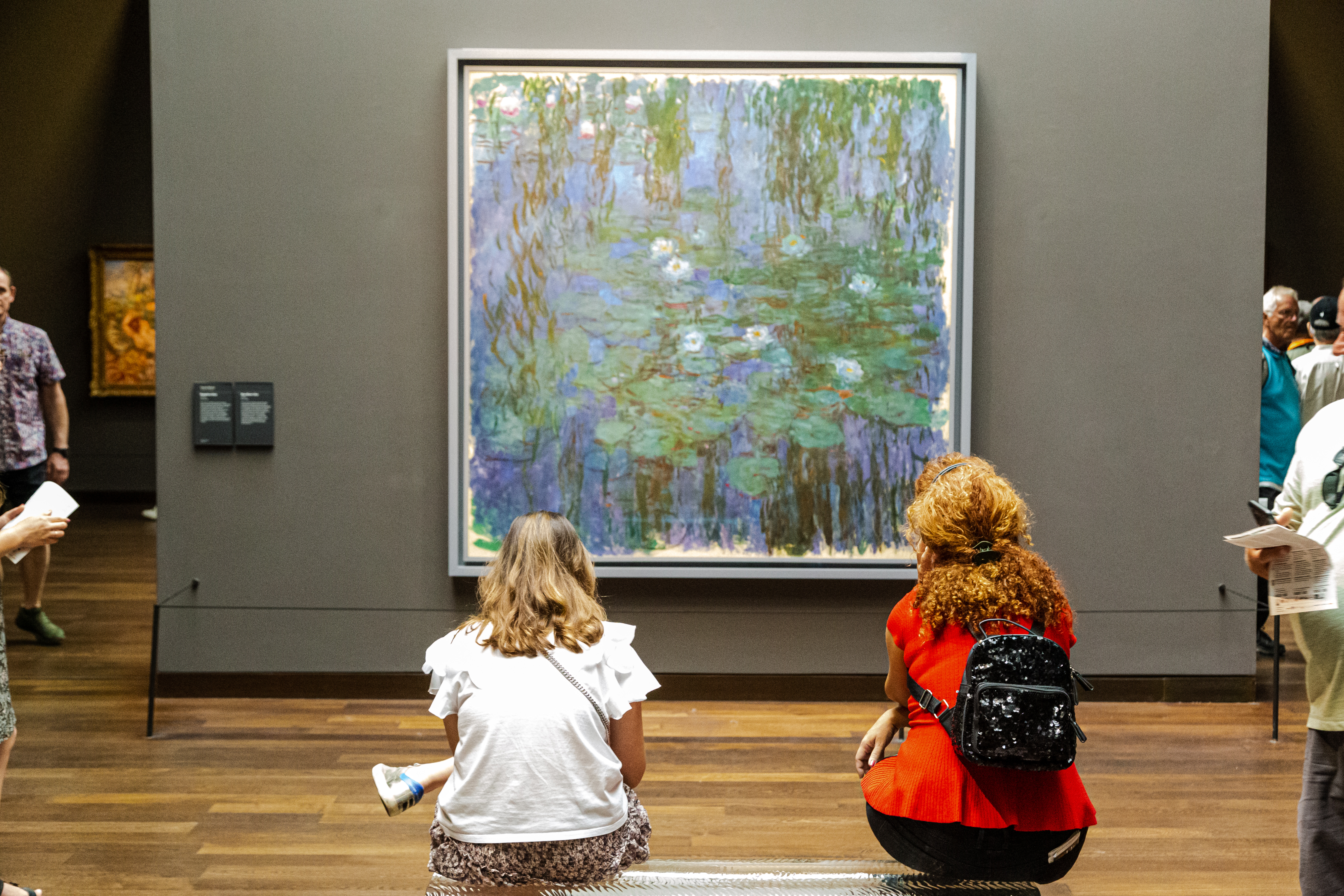
Visitantes del Museo d'Orsay contemplando una de las Nymphéas de Monet.
Visitante del Centro Pompidou contemplando una de las obras expuestas.

Los grandes museos nacionales franceses (en París) se reparten de este modo las obras pictóricas: hasta mediados del siglo XIX en el Louvre, la impresionista en el Musée d'Orsay y la posterior a 1905 en el Centre Pompidou (aunque también existe un Museo de Arte Moderno de París, no estatal sino municipal -anteriormente denominado de la Ville de Paris-). Los grandes museos nacionales españoles (en Madrid) lo hacen entre el Museo del Prado y el Museo Nacional Centro de Arte Reina Sofía, cuyo catálogo marca 1881 como fecha de comienzo. El Museu Nacional d'Art de Catalunya (Barcelona) define su colección de arte moderno "del neoclasicismo a las vanguardias, pasando por el modernismo y el novecentismo, siglos XIX y XX"; e incluso propone una definición de "artista moderno" como el que "aparece... a mediados del siglo XIX, coincidiendo con la formación de la sociedad burguesa... a diferencia del artista del antiguo régimen, ligado a los ciclos oficiales de la Iglesia o la aristocracia, el nuevo artista se mueve en el mercado anónimo y la ciudad cosmopolita... inventa una nueva religión, el arte por el arte, de la que él es el sacerdote... se presenta a sí mismo como el especialista de la libertad, y adopta la forma del dandy, del bohemio, el revolucionario o el vanguardista... se enfrenta a las convenciones burguesas y a la burguesía como clase, aunque el enemigo burgués es también su cliente, y el arte, por revolucionario que parezca, se convierte en una de las cúspides del mercado del lujo". En los grandes museos nacionales británicos (en Londres), el Tate Modern acoge la pintura de los siglos XX y XXI, mientras que la anterior se exhibe en la National Gallery ("galería nacional") y el Tate Britain. En los museos alemanes, la división se marca: en Dresde, entre la Gemäldegalerie Alte Meister ("galería de pinturas [de los] viejos -o antiguos- maestros") y la Galerie Neue Meister ("galería [de los] nuevos maestros"), que acoge los siglos XIX y XX; en Múnich, entre la Alte Pinakothek ("vieja" o "antigua pinacoteca"), la Neue Pinakothek ("nueva pinacoteca") y la Pinakothek der Moderne ("pinacoteca de los modernos"); en Berlín, entre la Alte Nationalgalerie ("vieja -o antigua- galería nacional") y la Neue Nationalgalerie ("nueva galería nacional"), que acoge "arte de los siglos XX y XXI". La Hamburger Kunsthalle ("sala de arte de Hamburgo") distingue como áreas de su colección: los Alte Meister ("viejos -o antiguos- maestros"), el siglo XIX, los Klassische Moderne ("clásicos modernos" -las obras producidas entre 1900 y 1960-) y el Kunst der Gegenwart ("arte del presente"). El Museum Moderner Kunst ("museo de arte moderno" -MUMOK-, Viena) tiene una clara limitación temporal desde su fundación como Museum des 20. Jahrhunderts ("museo del siglo XX") en 1962. El Kunstmuseum Basel (Basilea), divide sus colecciones en Alte Meister ("viejos -o antiguos- maestros", siglos XV al XVIII), Klassiche Moderne ("clásicos modernos", siglo XIX y primera mitad del XX) y Gegenwartskunst ("arte del presente", desde 1960).

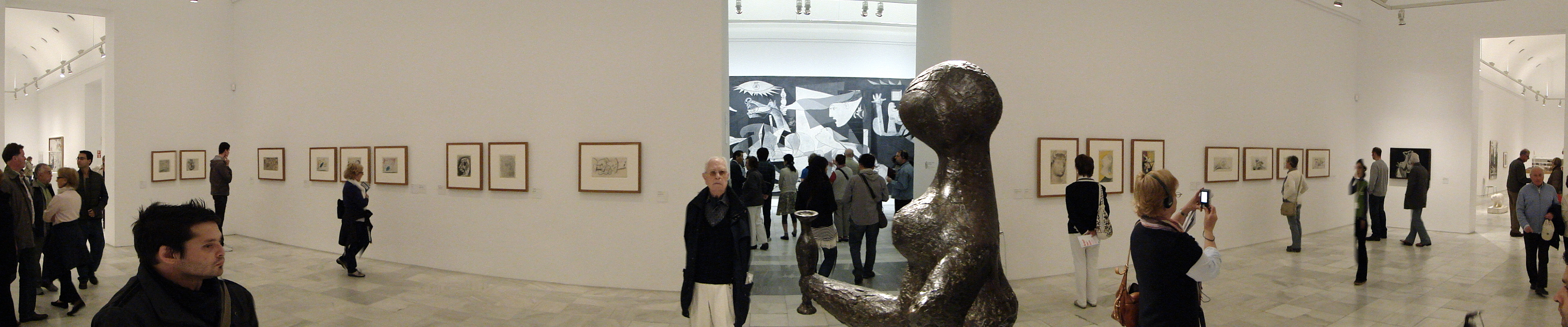
Visitantes del Reina Sofía de Madrid. Al fondo, el Guernica de Picasso.

La Galleria Nazionale d'Arte Moderna (Roma) se concibió desde su origen en 1883 para obras del siglo XIX, y el crecimiento de su colección continuó en el XX; de modo que se presenta como unico museo nazionale dedicato interamente all’arte moderna e contemporanea ("el único museo nacional dedicado enteramente al arte moderno y contemporáneo"). En una ciudad en la que el Rijksmuseum reúne una destacada colección de pintura de la Edad Moderna, el Stedelijk Museum Amsterdam se fundó en 1895 como una iniciativa municipal, y desde entonces reúne una colección de moderne en hedendaagse kunst en vormgeving ("arte y diseño moderno y contemporáneo"). Los Museos Reales de Bellas Artes de Bélgica (Bruselas) se reparten la colección de pintura entre el Old Masters Museum/Musée Oldmasters (su denominación bilingüe conserva en francés la expresión neerlandesa para "viejos -o antiguos- maestros") y el Modern Museum/Musée Modern ("museo moderno"); con una significativa polémica por la decisión de su director de cerrarlo para restringirlo al siglo XIX, y una posterior apertura del Fin-de-Siècle Museum/Musée Fin de siècle (su denominación bilingüe conserva en neerlandés la expresión francesa para "fin de siglo"), orientado al periodo 1868-1914. El Museo de Arte Moderno de Moscú y el Museo del Hermitage (San Petersburgo) llegaron a transferirse obras de pintura moderna.

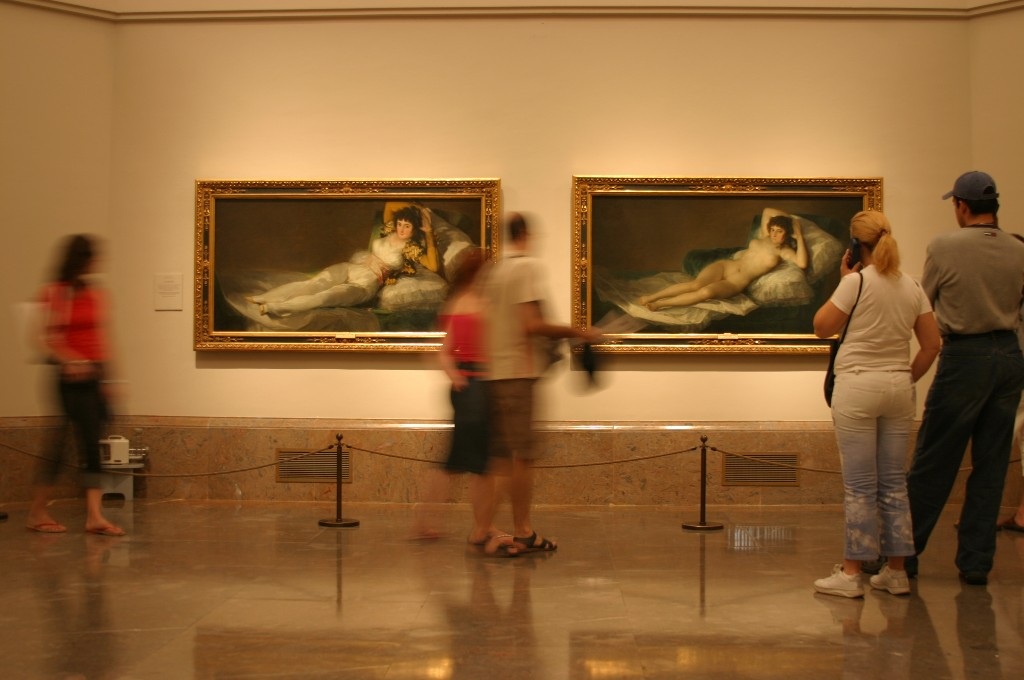
Visitantes del Museo del Prado contemplando las Majas de Goya.
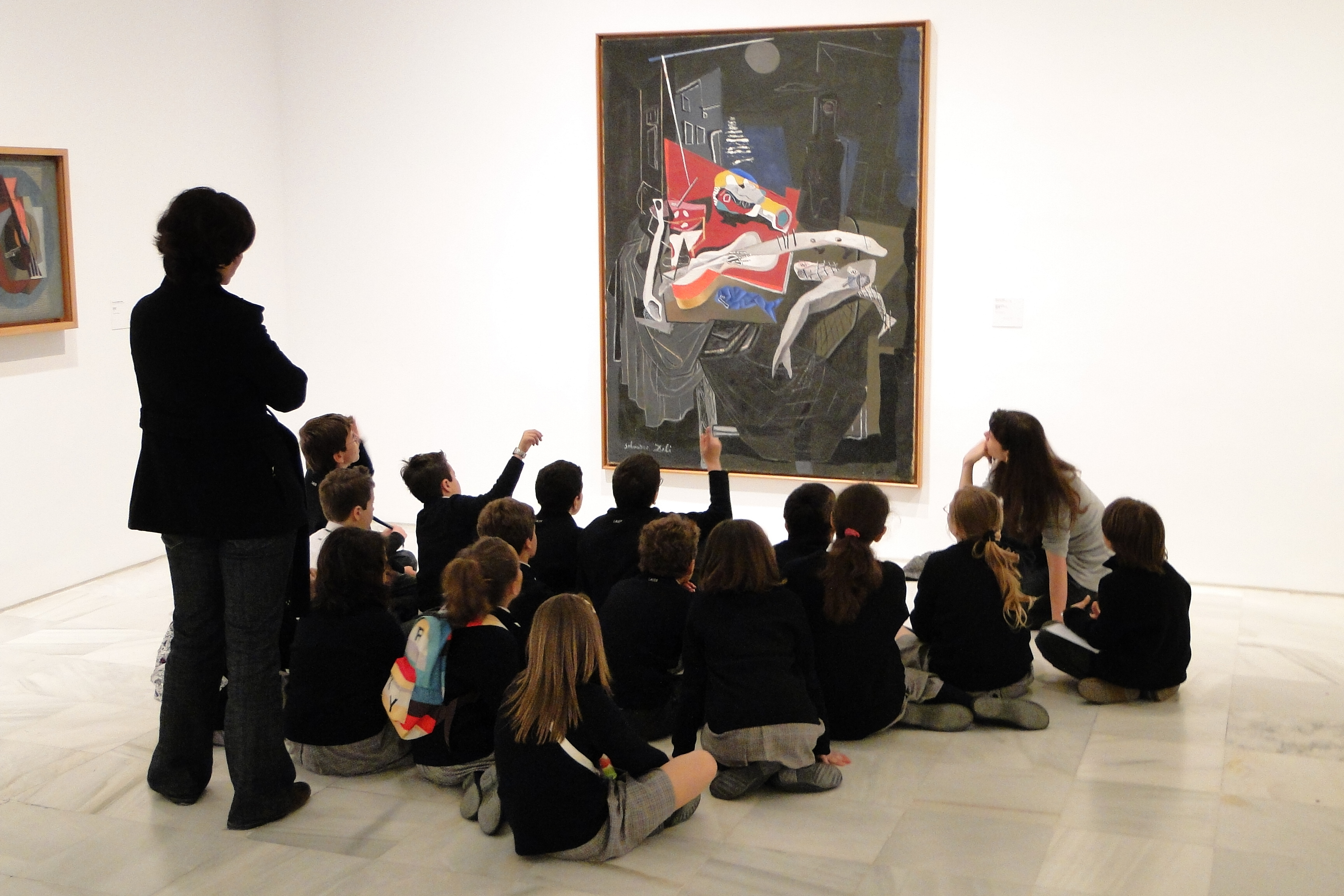
Un grupo de escolares ante una obra de Dalí en el Reina Sofía.
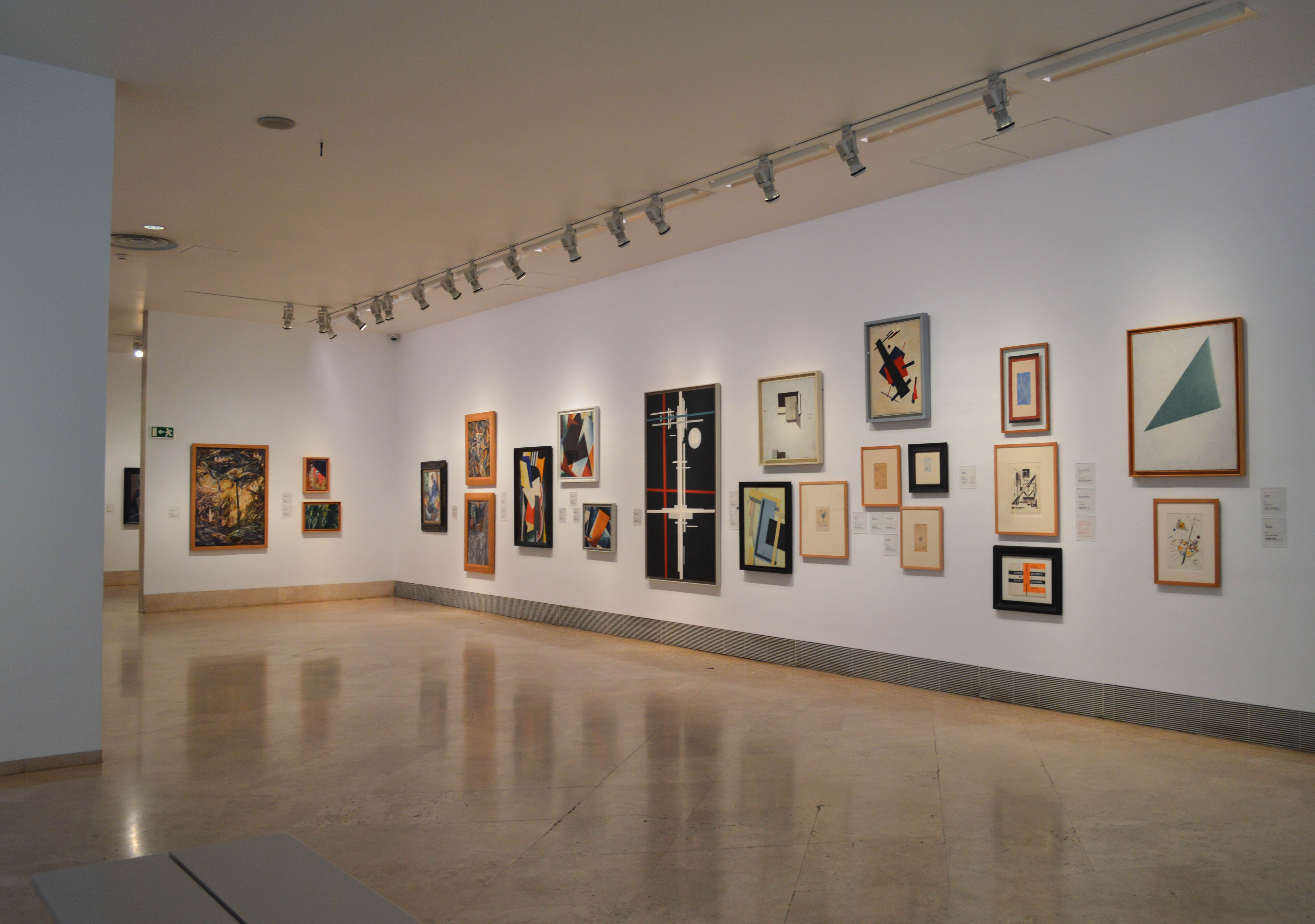
Una sala de pintura moderna en el Thyssen de Madrid.

## Modern Painters

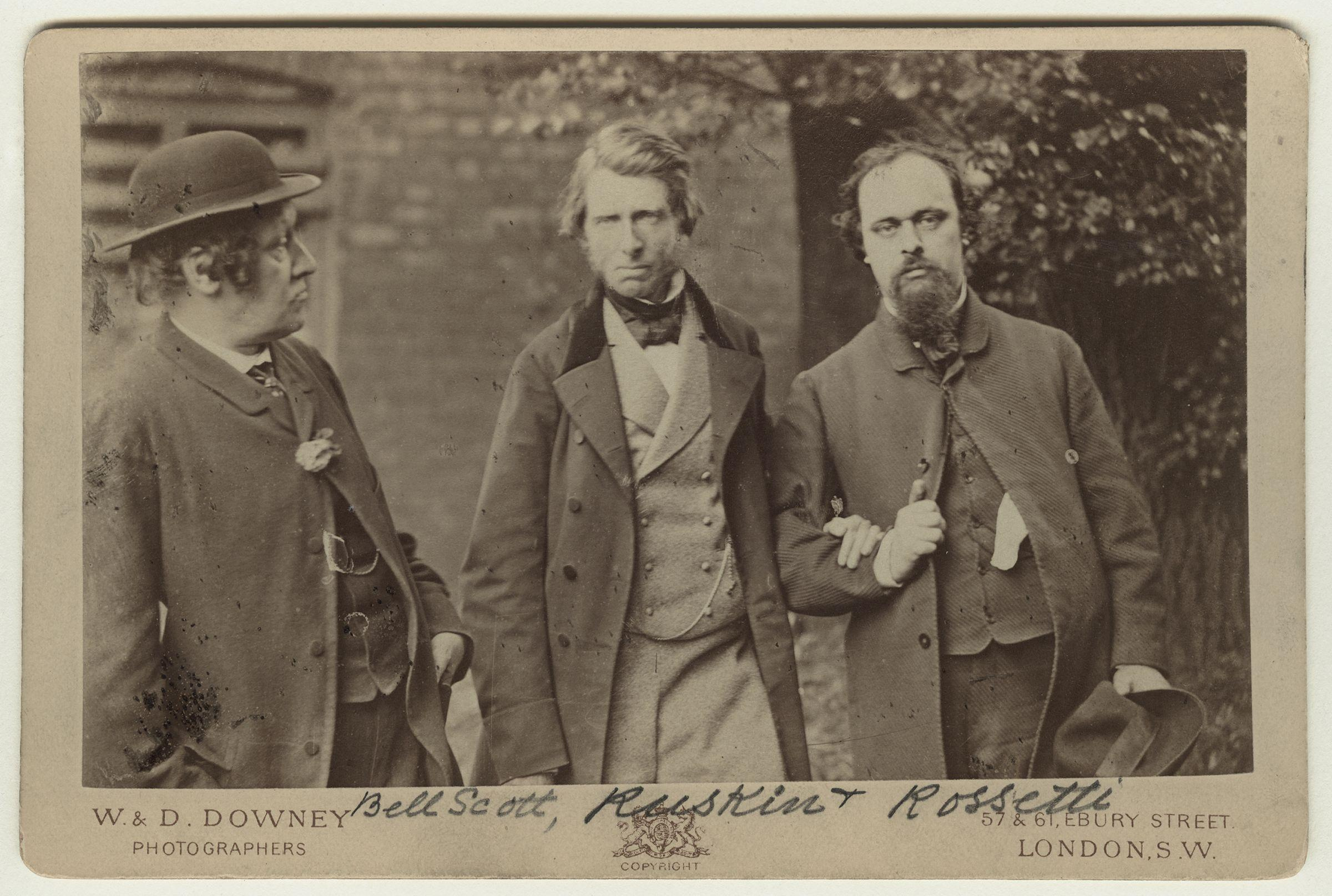
William Bell Scott, John Ruskin y Dante Gabriel Rossetti fotografiados por William Downey en 1863.

Modern Painters ("Pintores modernos") es una importante obra literaria de John Ruskin, publicada en 1843. Tratando específicamente de la pintura del paisaje, defendie la obra de Turner y concluye que la "pintura moderna" es superior a la de los "viejos maestros" (old masters), En la segunda parte, publicada en 1846, se ocupa del "simbolismo" (lo que en la terminología de la historiografía del arte a partir de Erwin Panofsky se conoce como "iconografía"), y fue muy influyente en los prerrafaelitas. Hubo una tercera y cuarta partes.

## Galería de imágenes: ¿Qué es pintura moderna?

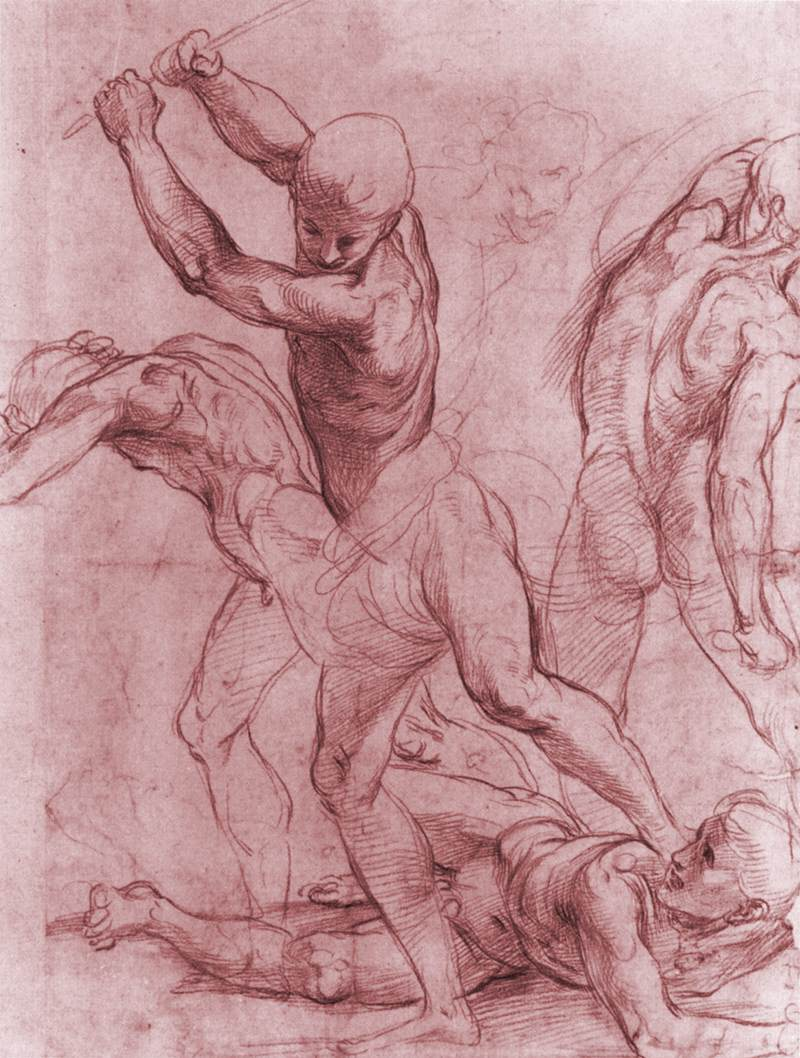
Hombres luchando, de Rafael, ca. 1510-1511.[i]
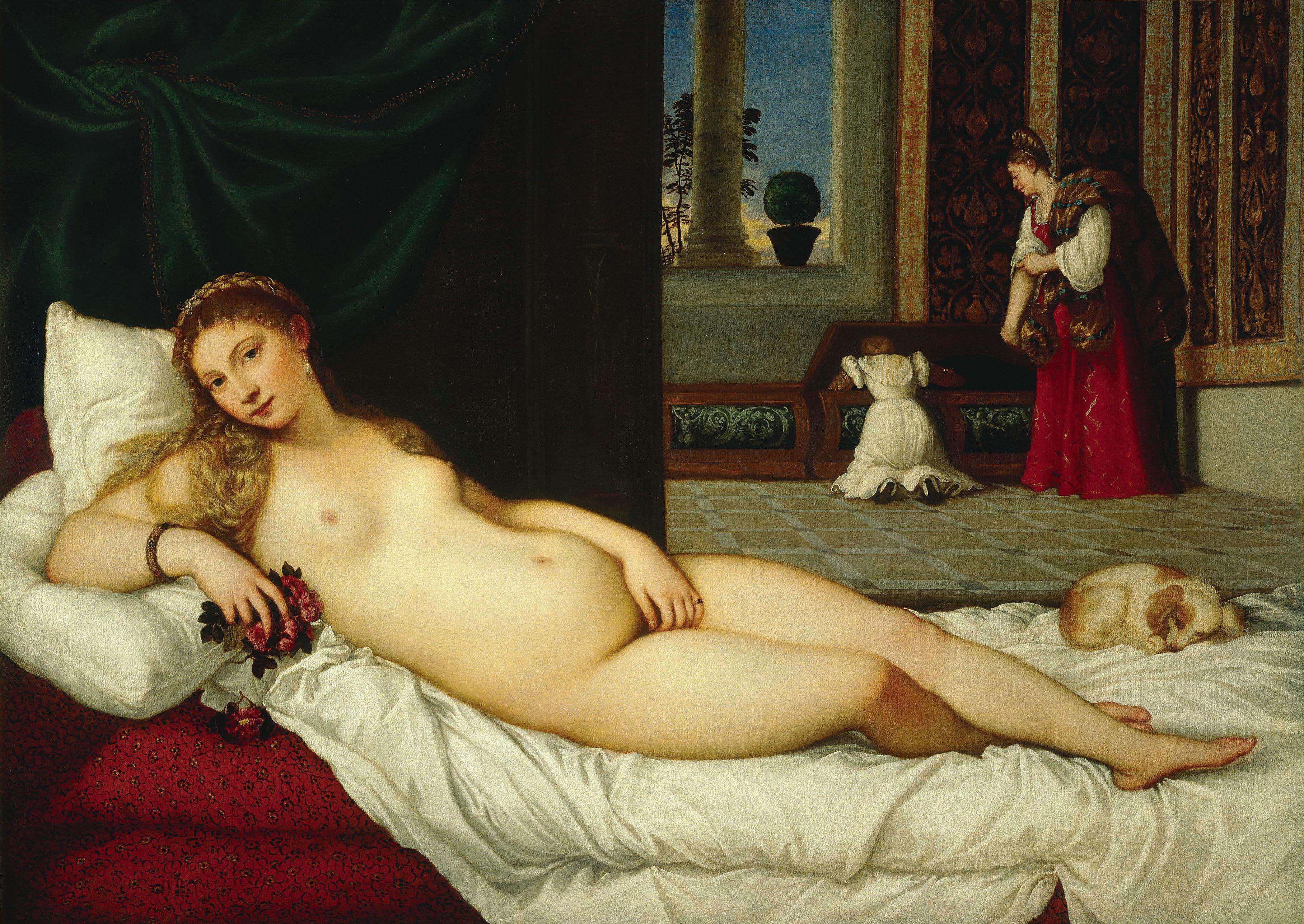
Venus de Urbino, de Tiziano, 1538.
Laocoonte, de El Greco, ca. 1600-1614.
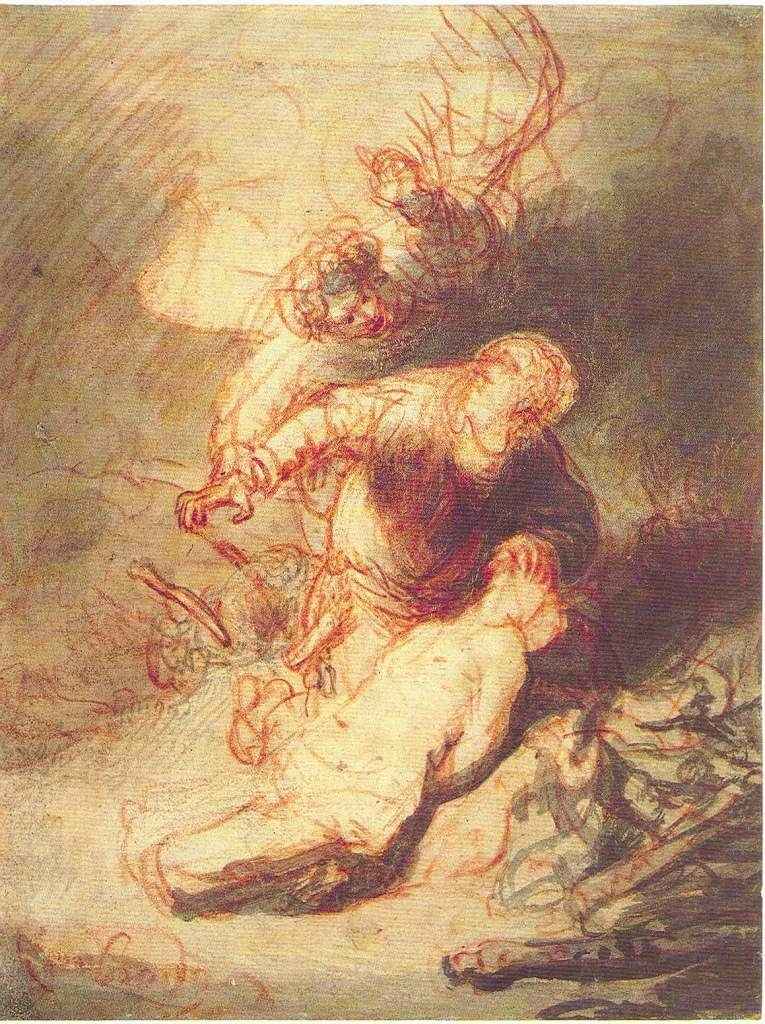
Estudio para El sacrificio de Isaac, de Rembrandt van Rijn, ca. 1634-1635.
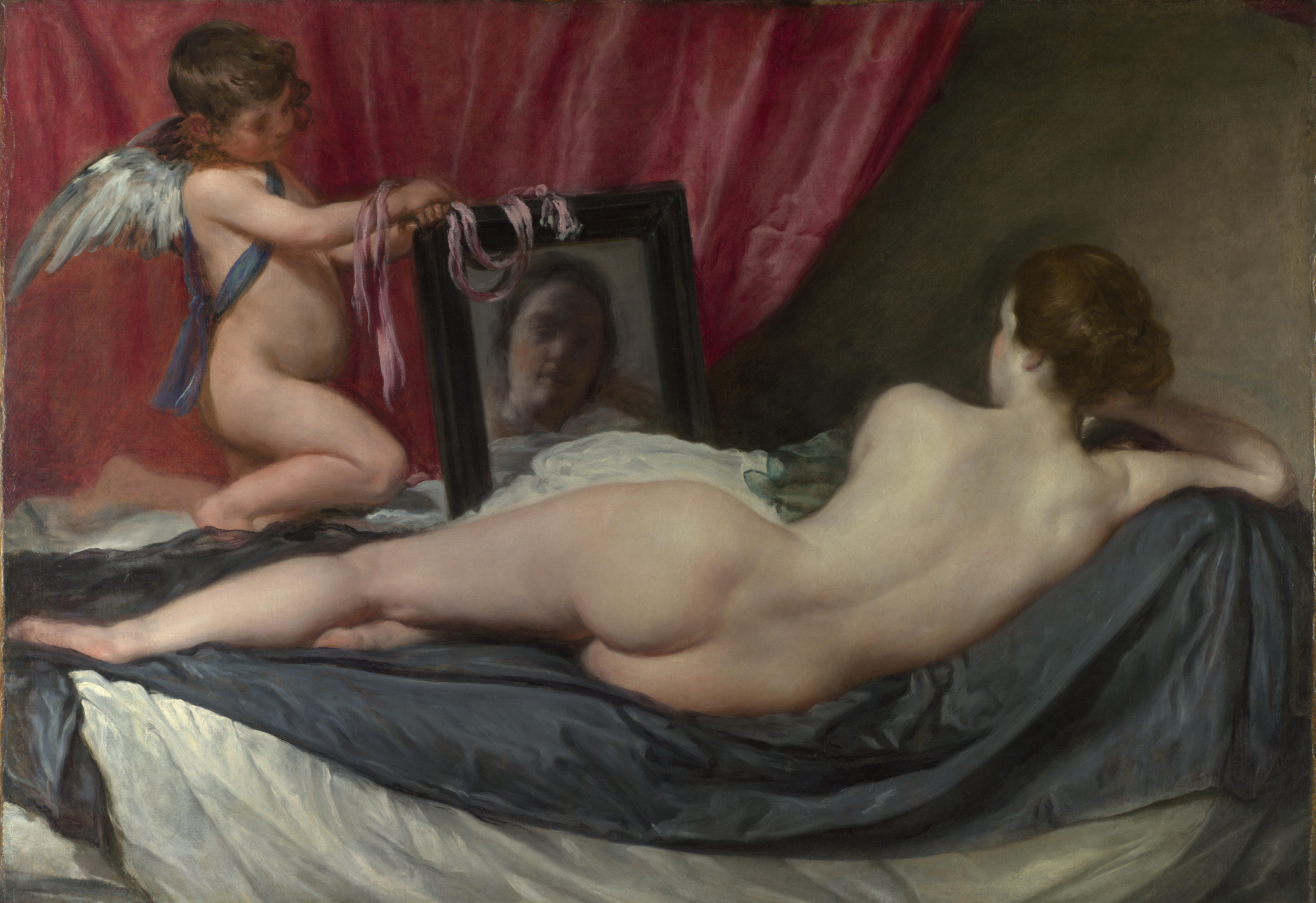
Venus del espejo, de Diego Velázquez, ca. 1647-1651.
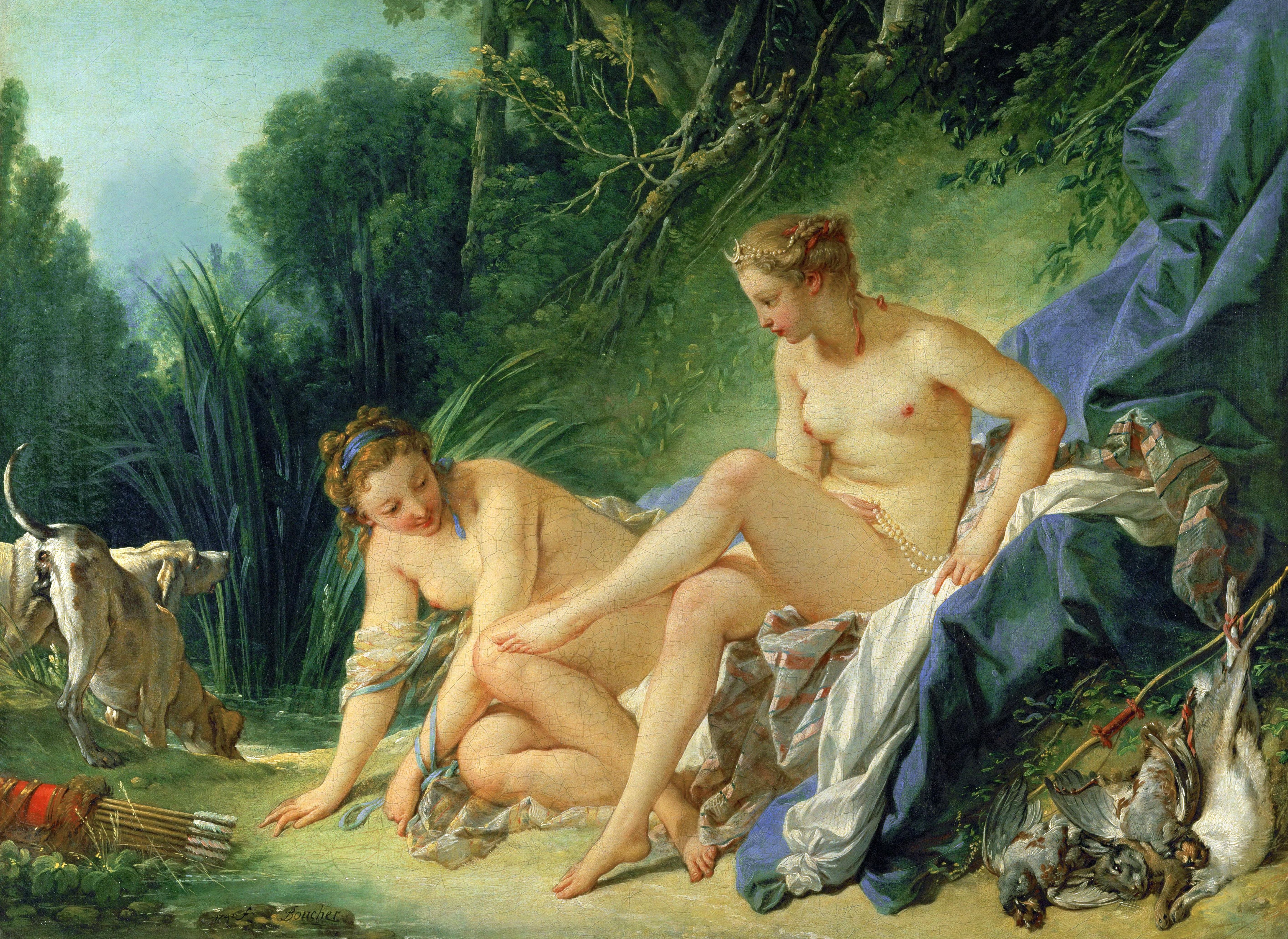
Diana después del baño, de François Boucher, 1742.
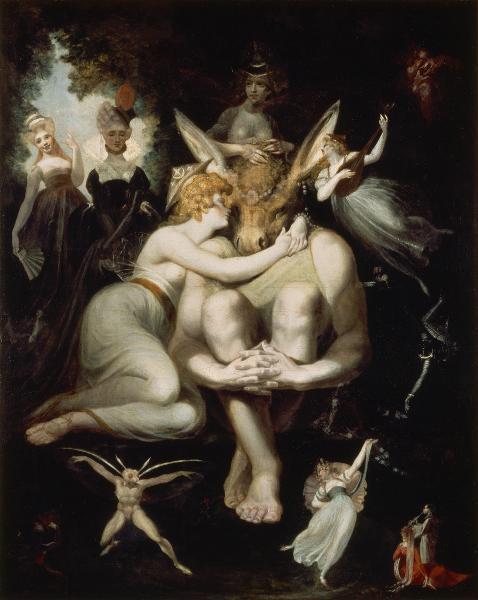
Titania, Bottom y las hadas, de Johann Heinrich Füssli, ca. 1793.
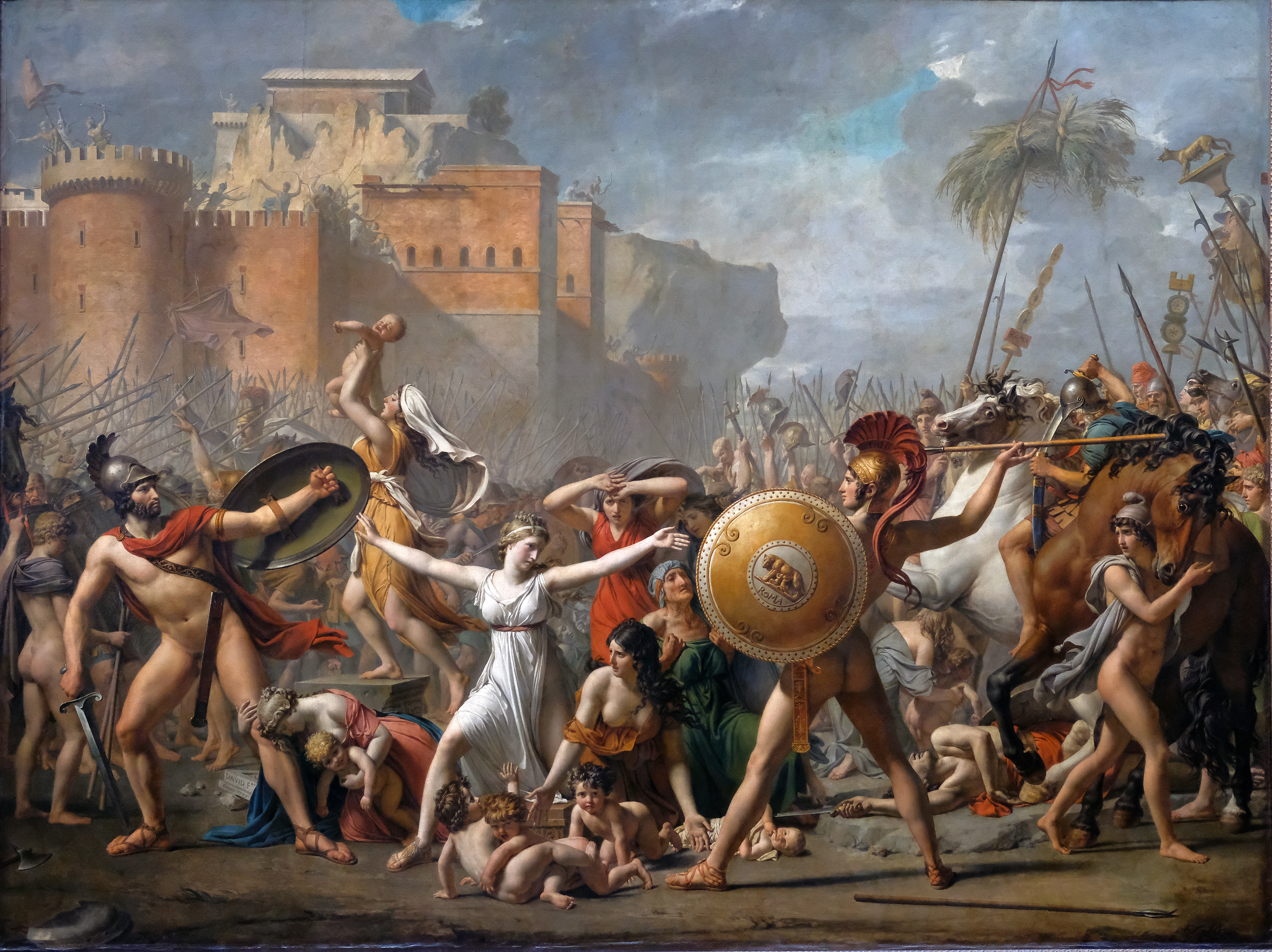
Las sabinas, de Jacques-Louis David, 1796-1799.
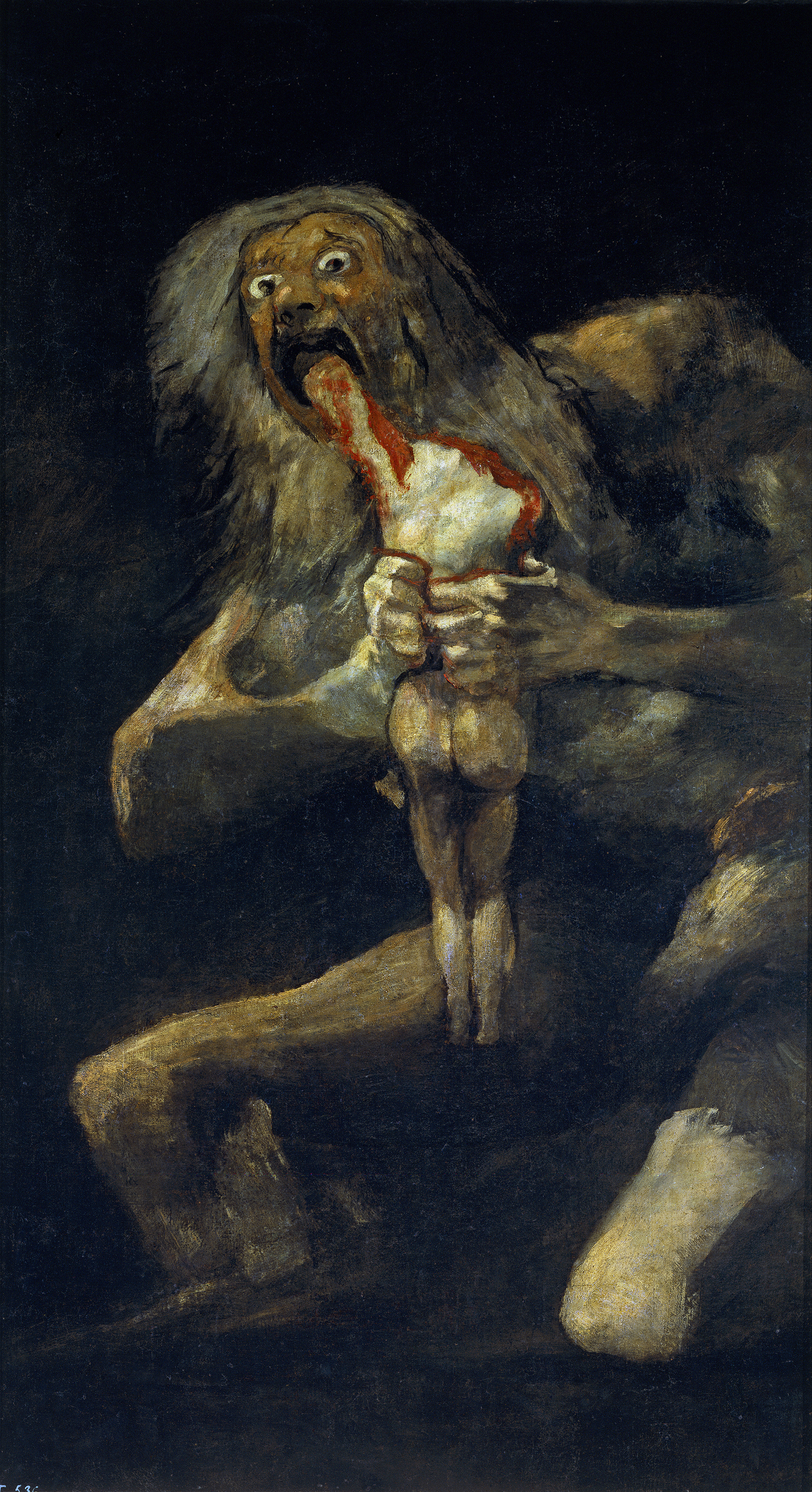
Saturno devorando a su hijo, de Francisco de Goya, ca. 1820-1823.
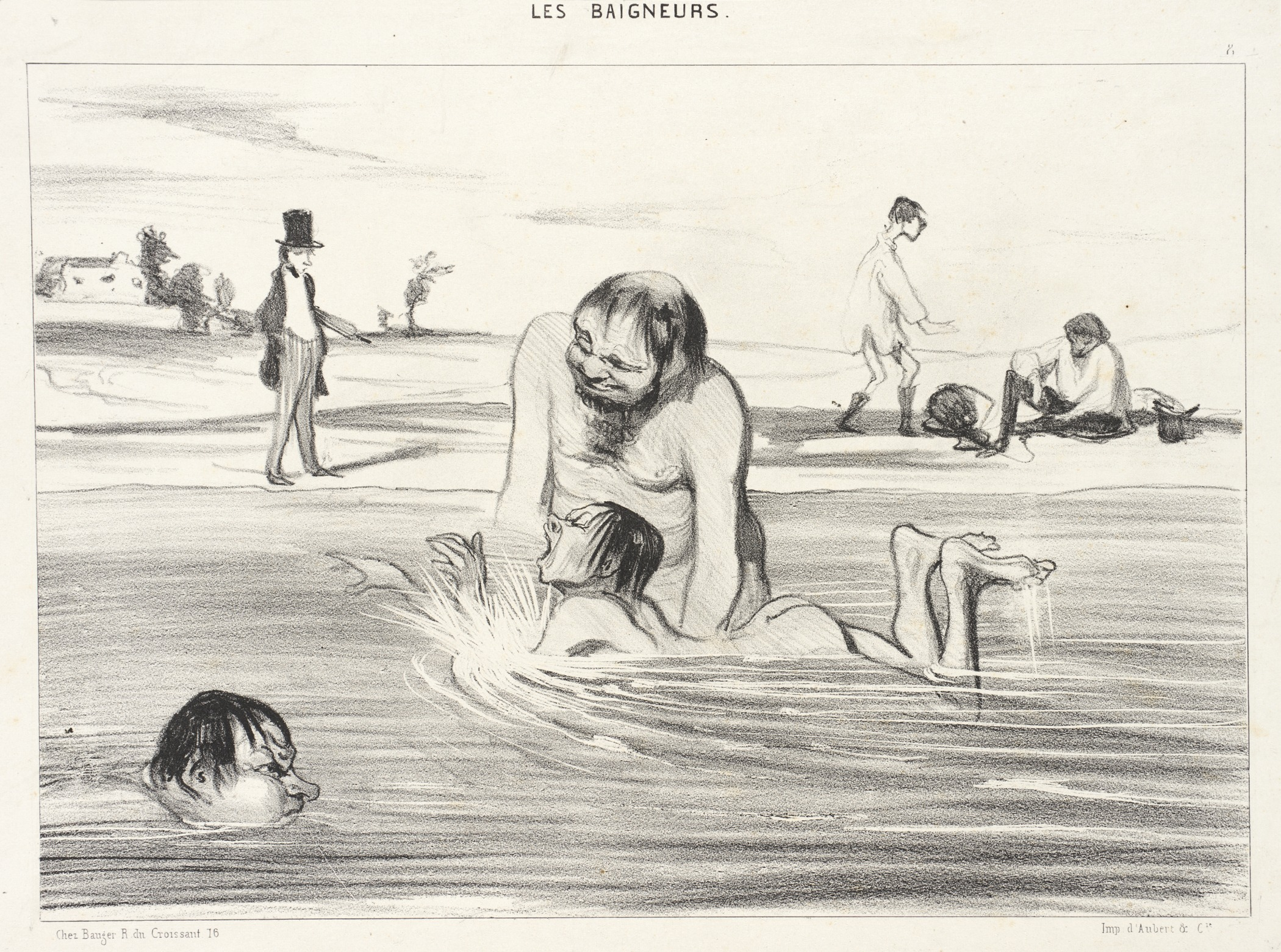
Es un diablillo, un verdadero delfín, de Honoré Daumier, 1839.
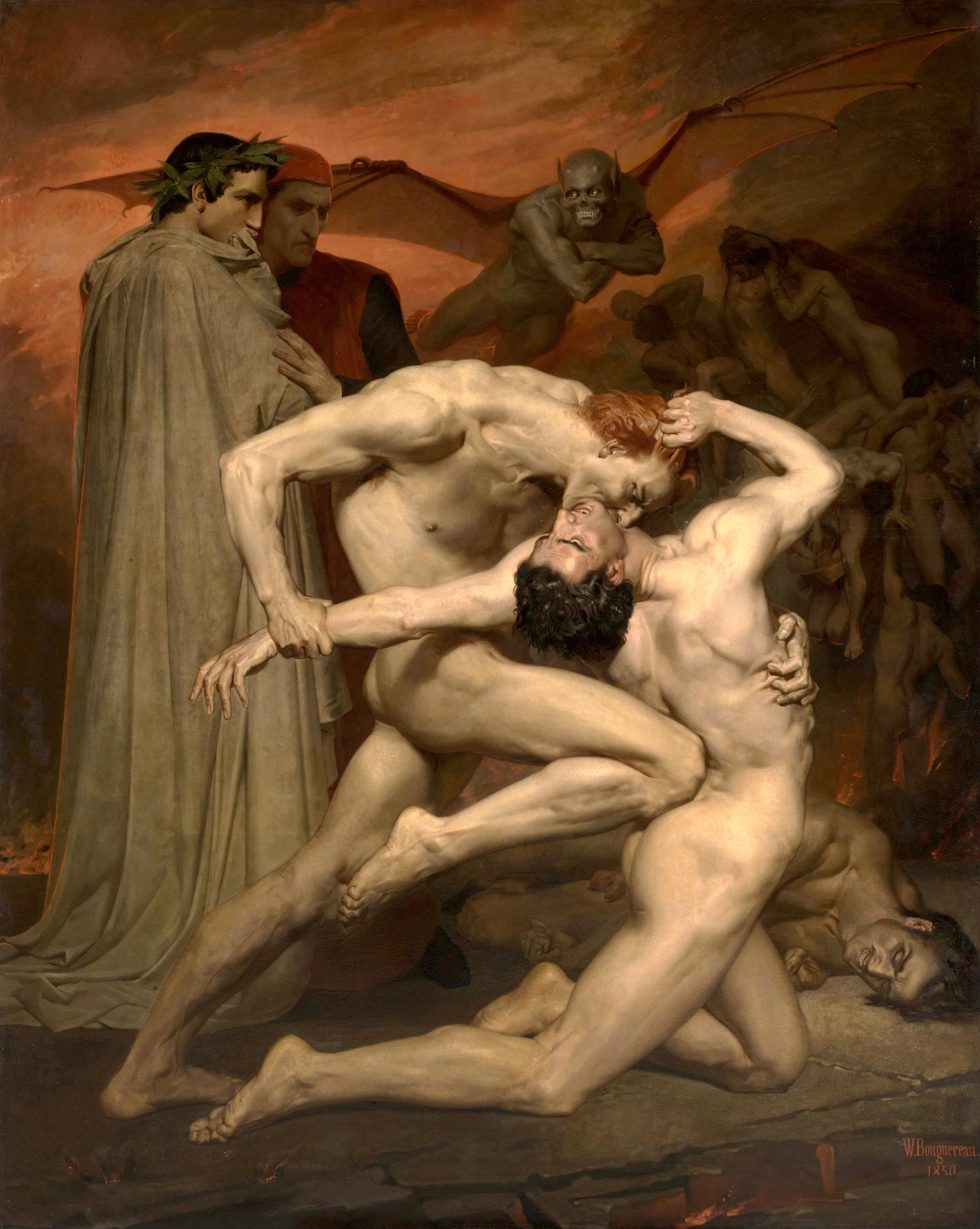
Dante y Virgilio en el infierno, de William-Adolphe Bouguereau, 1850.
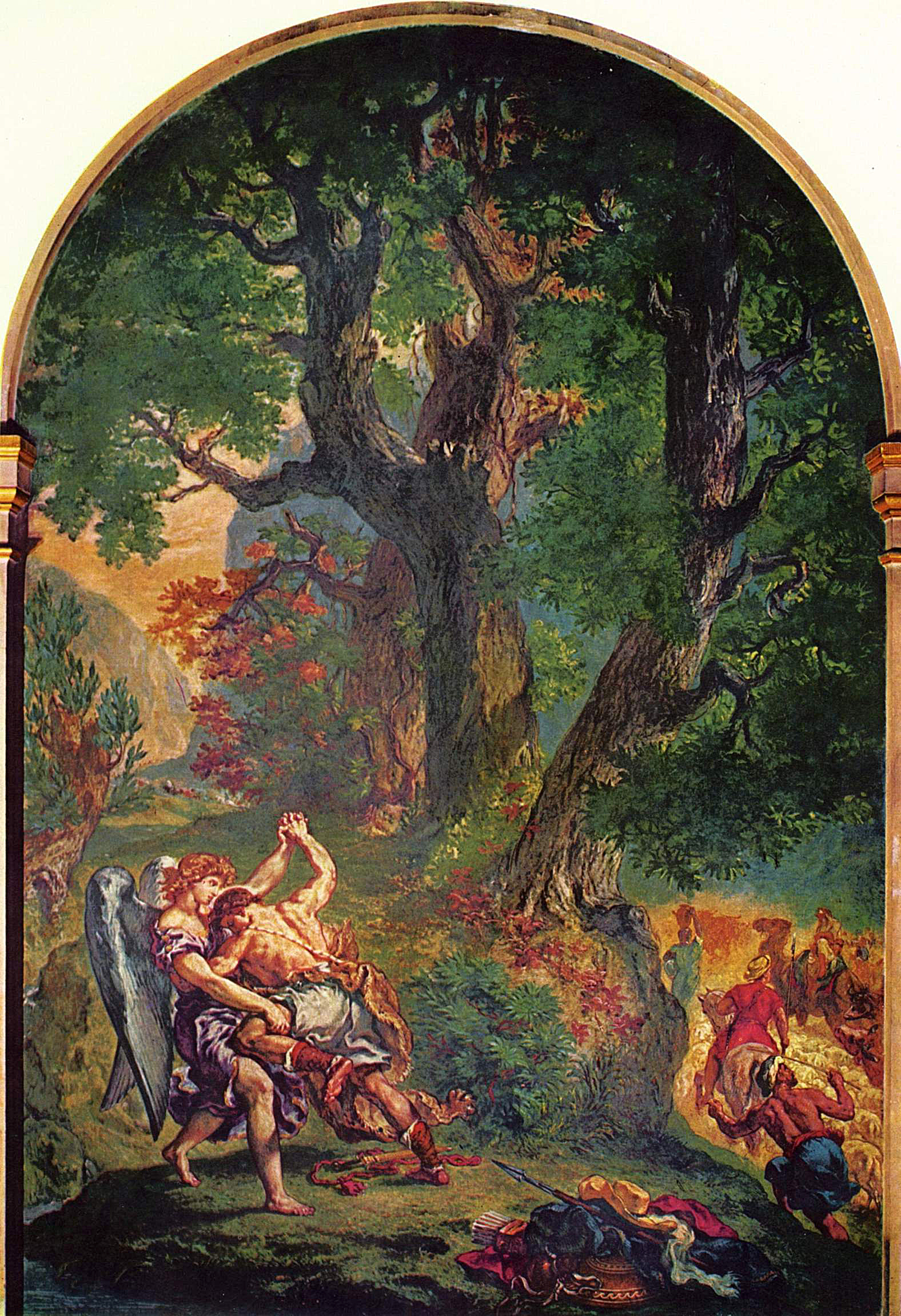
La lucha de Jacob con el ángel, de Eugène Delacroix, ca. 1850-1861.
El baño turco, de Dominique Ingres, 1862.
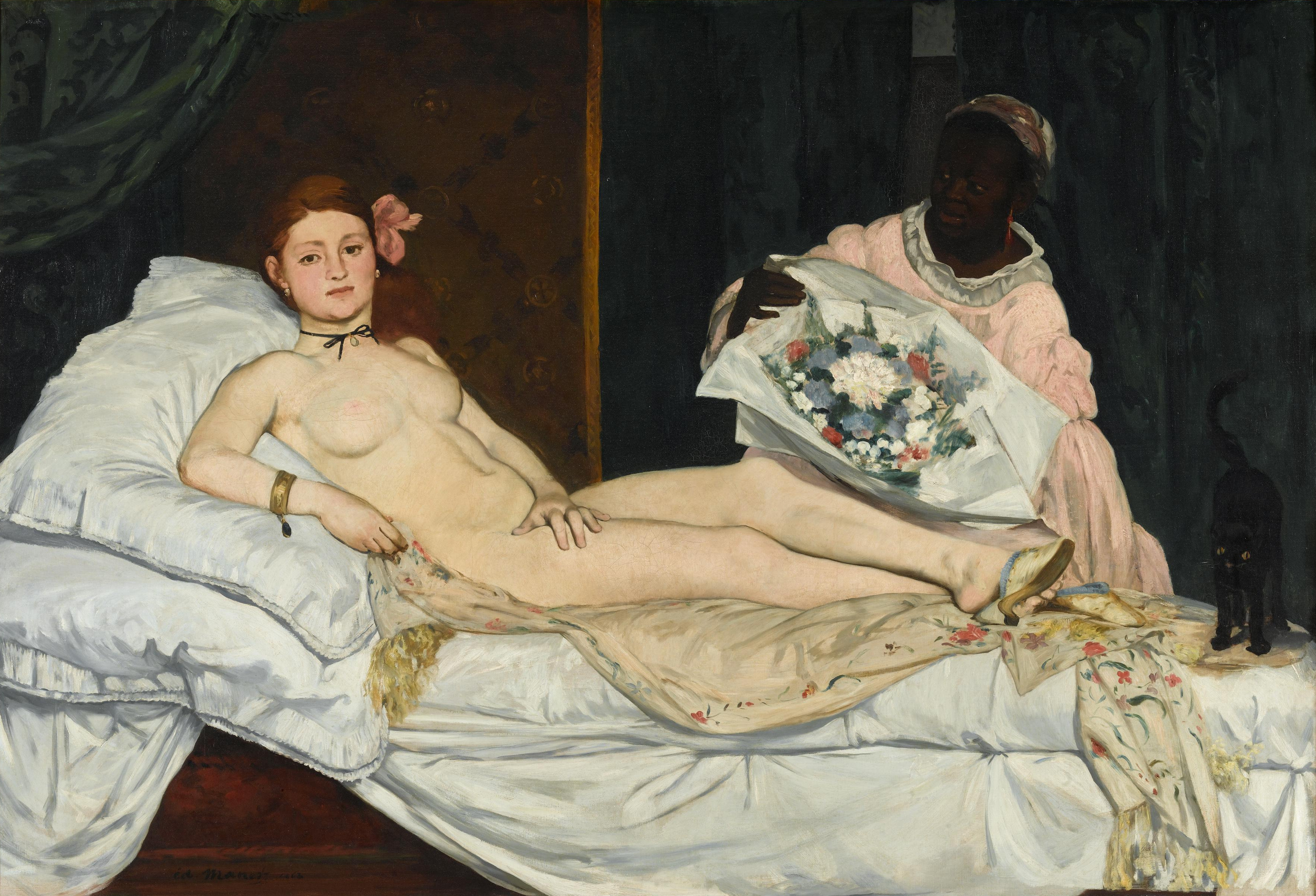
Olympia, de Edouard Manet, 1863.
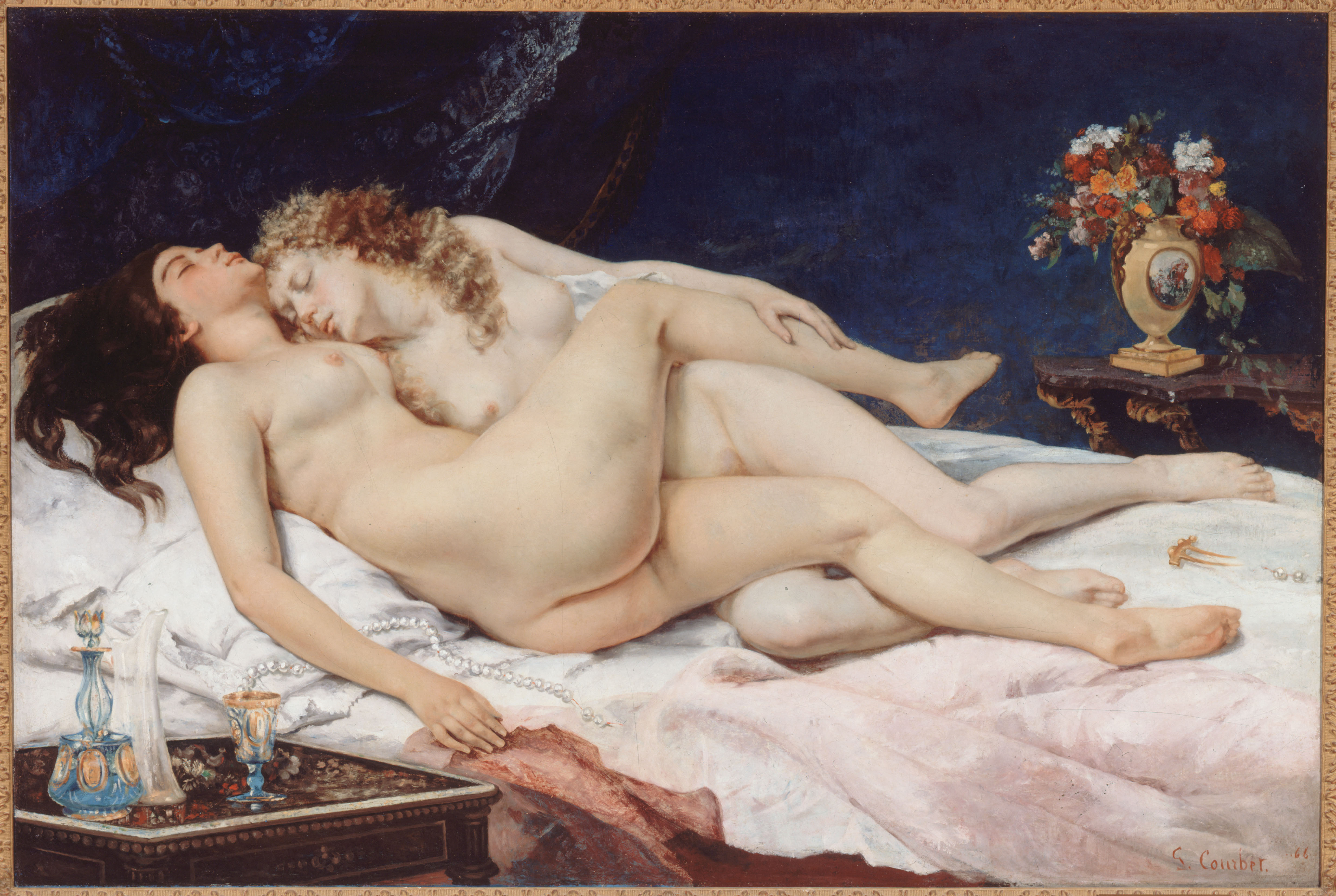
El sueño, de Gustave Courbet, 1866.
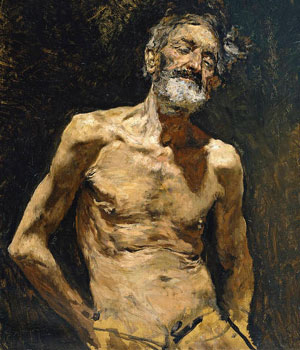
Viejo desnudo al sol, de Mariano Fortuny, ca. 1871.
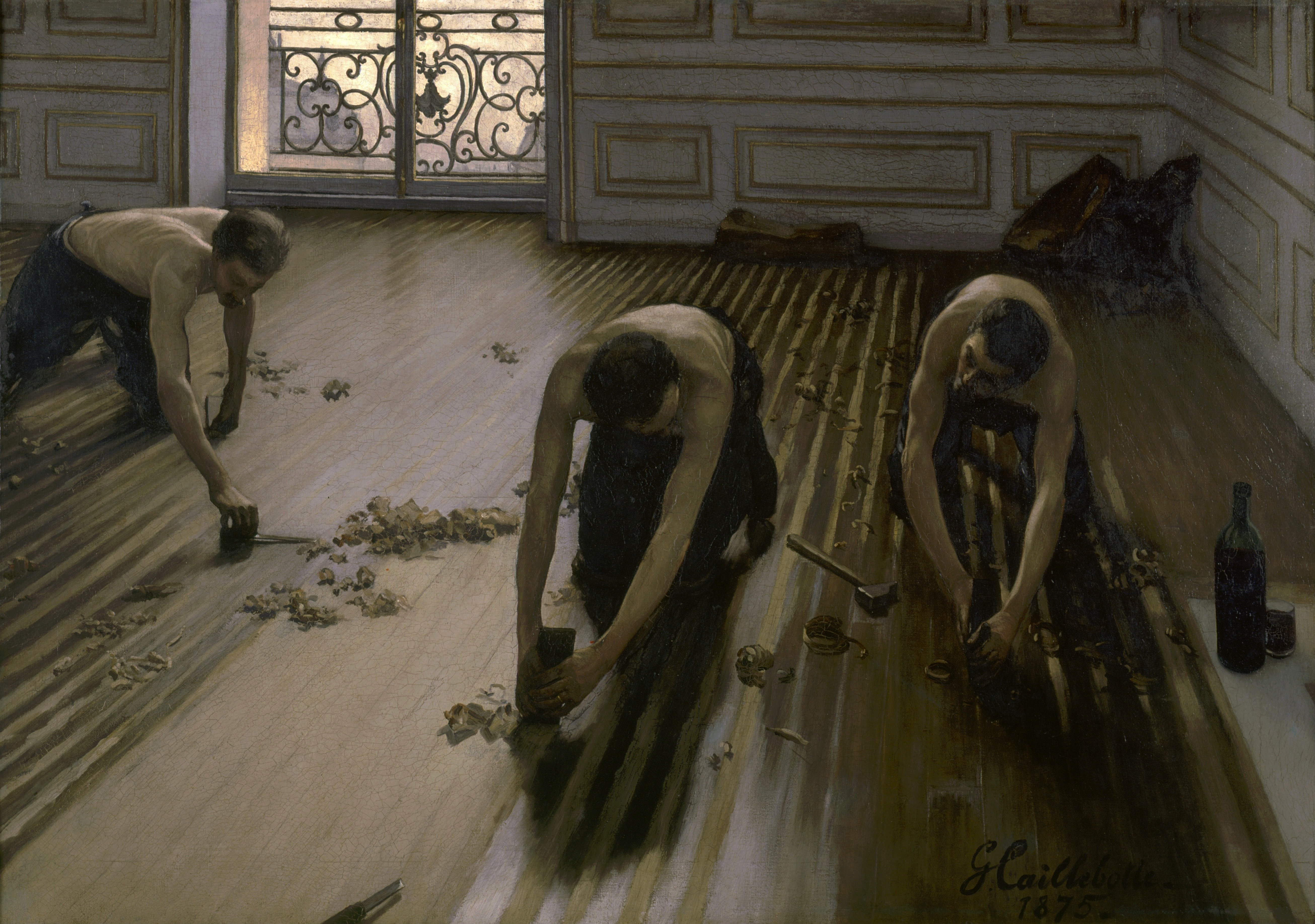
Los acuchilladores de parqué, de Gustave Caillebotte, 1875.
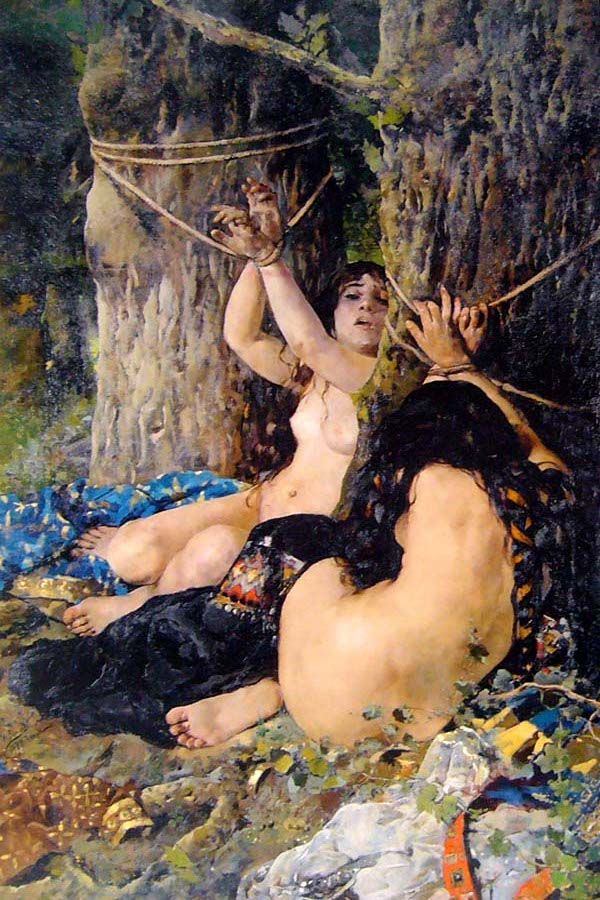
Las hijas del Cid, de Ignacio Pinazo, 1879.
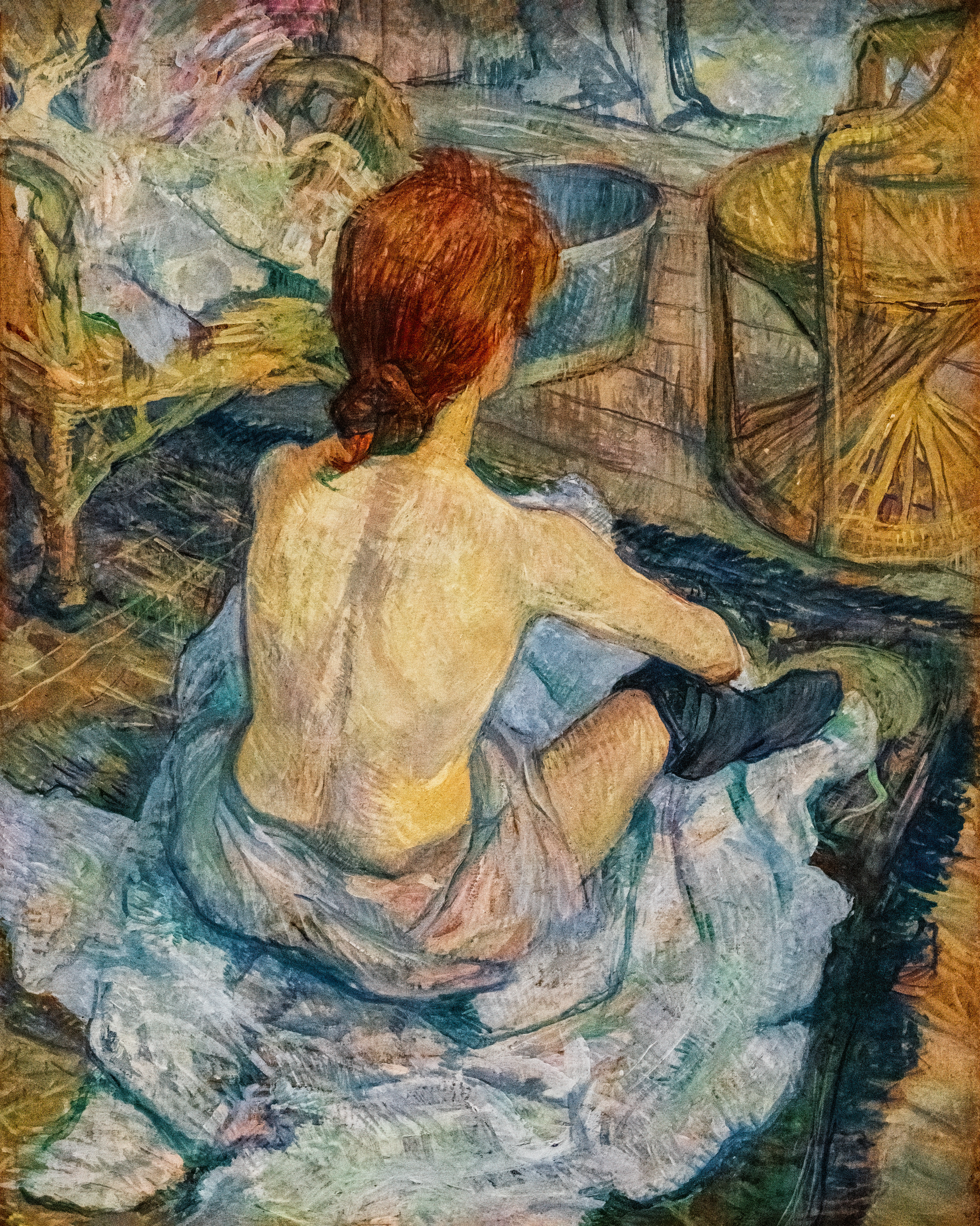
La toilette, de Henri de Toulouse-Lautrec, 1889.
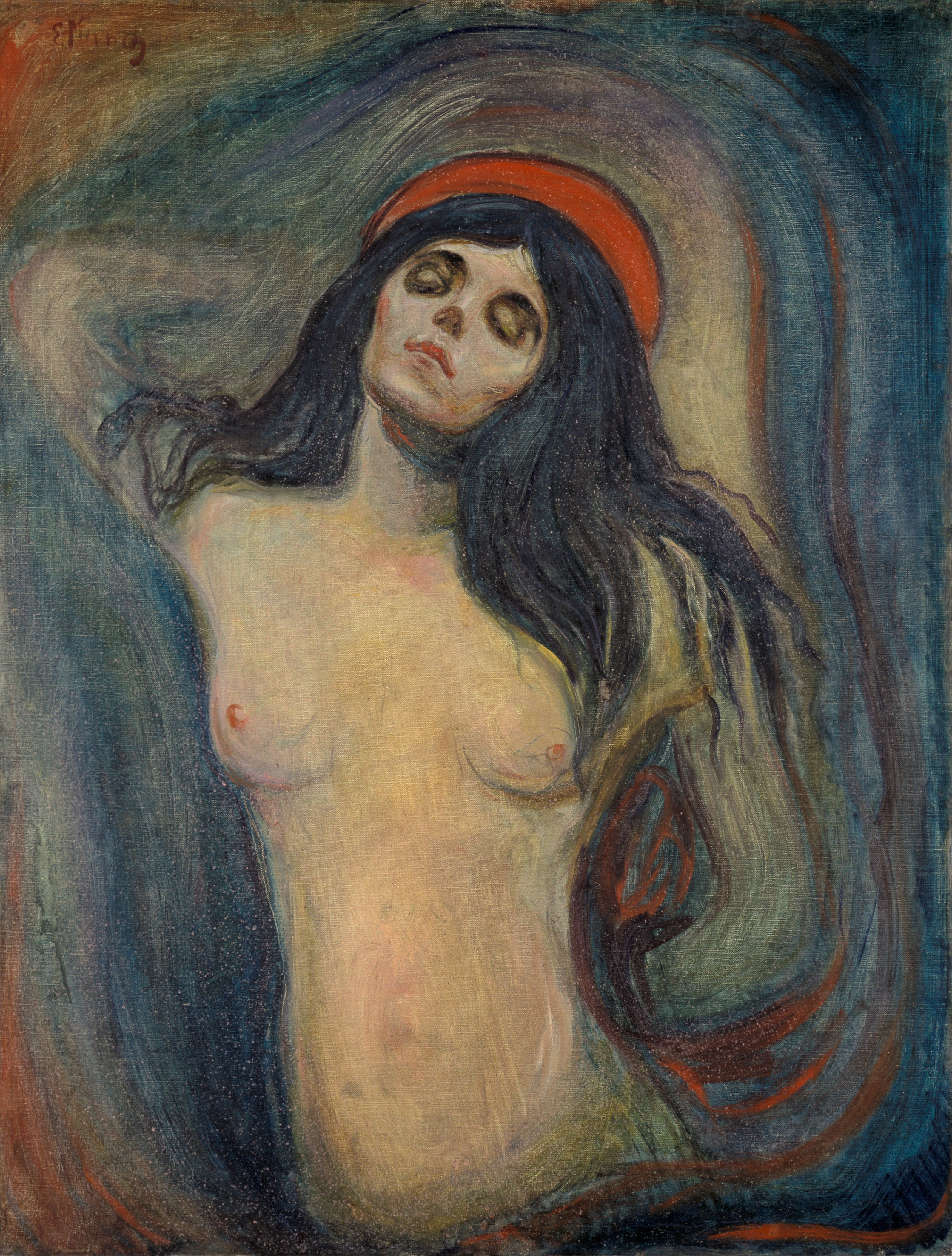
Madonna, de Edvard Munch, 1894.
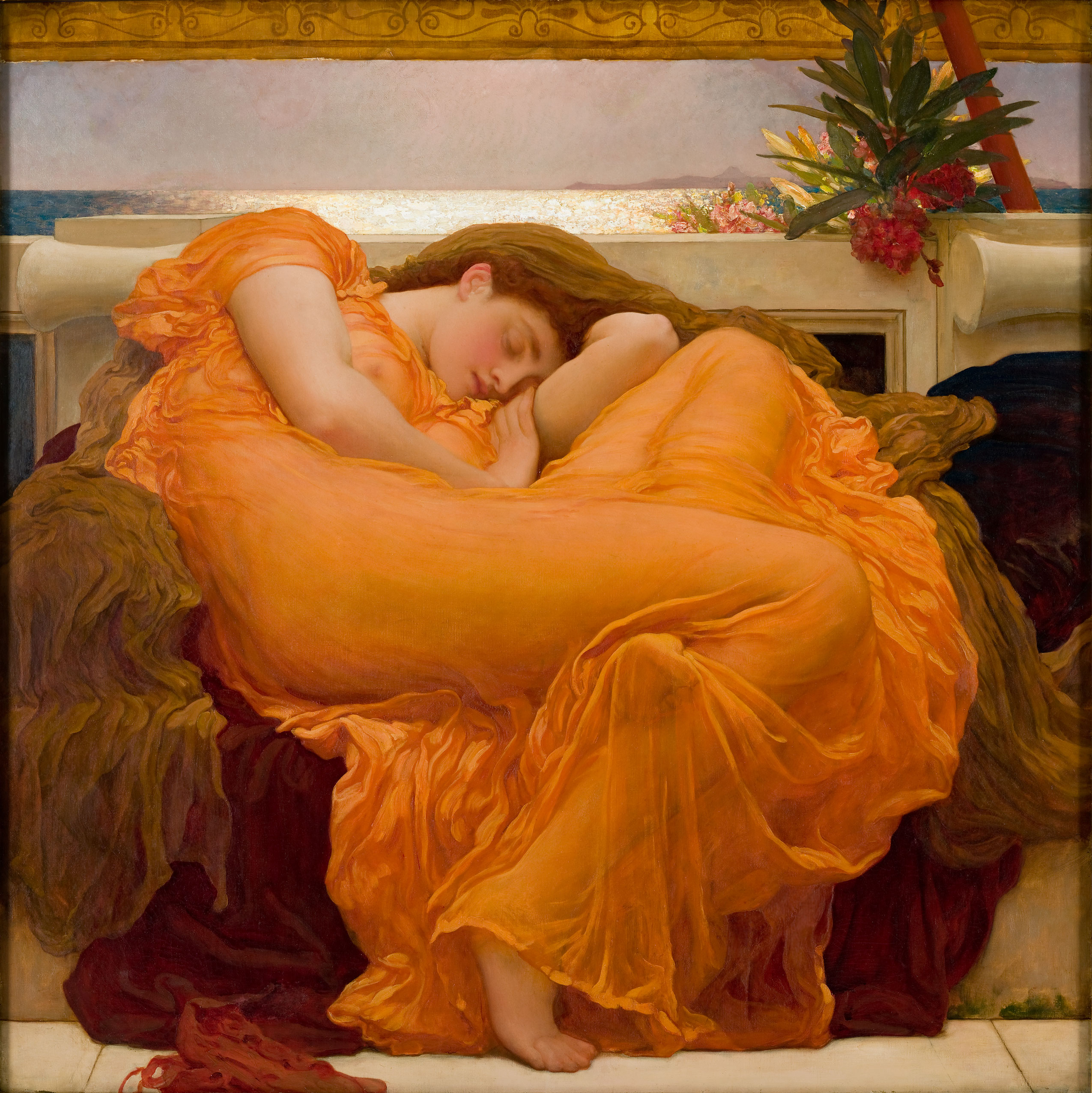
Sol ardiente de junio, de Frederic Lord Leighton, 1895.
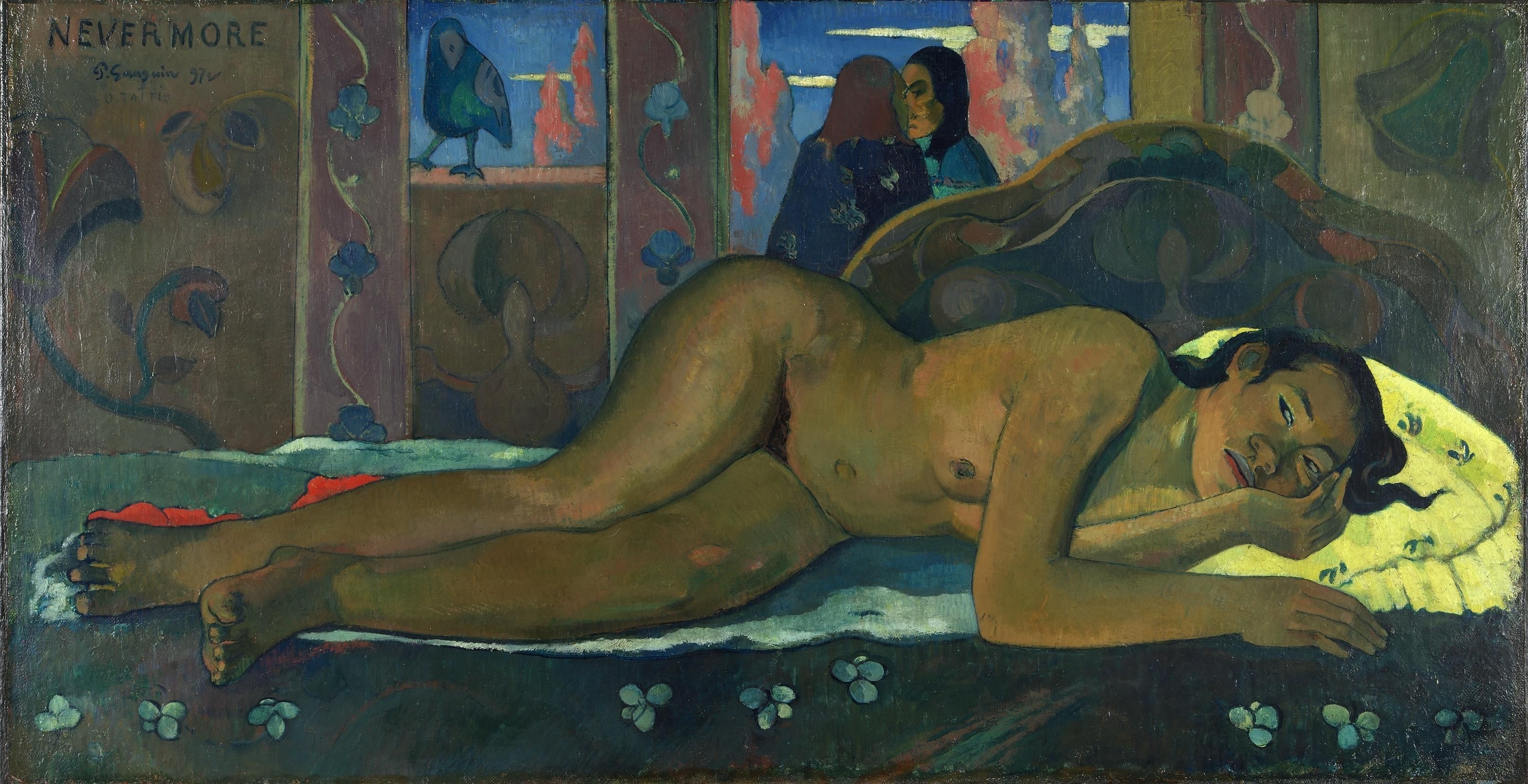
Nevermore O Taïti, de Paul Gauguin, 1897.
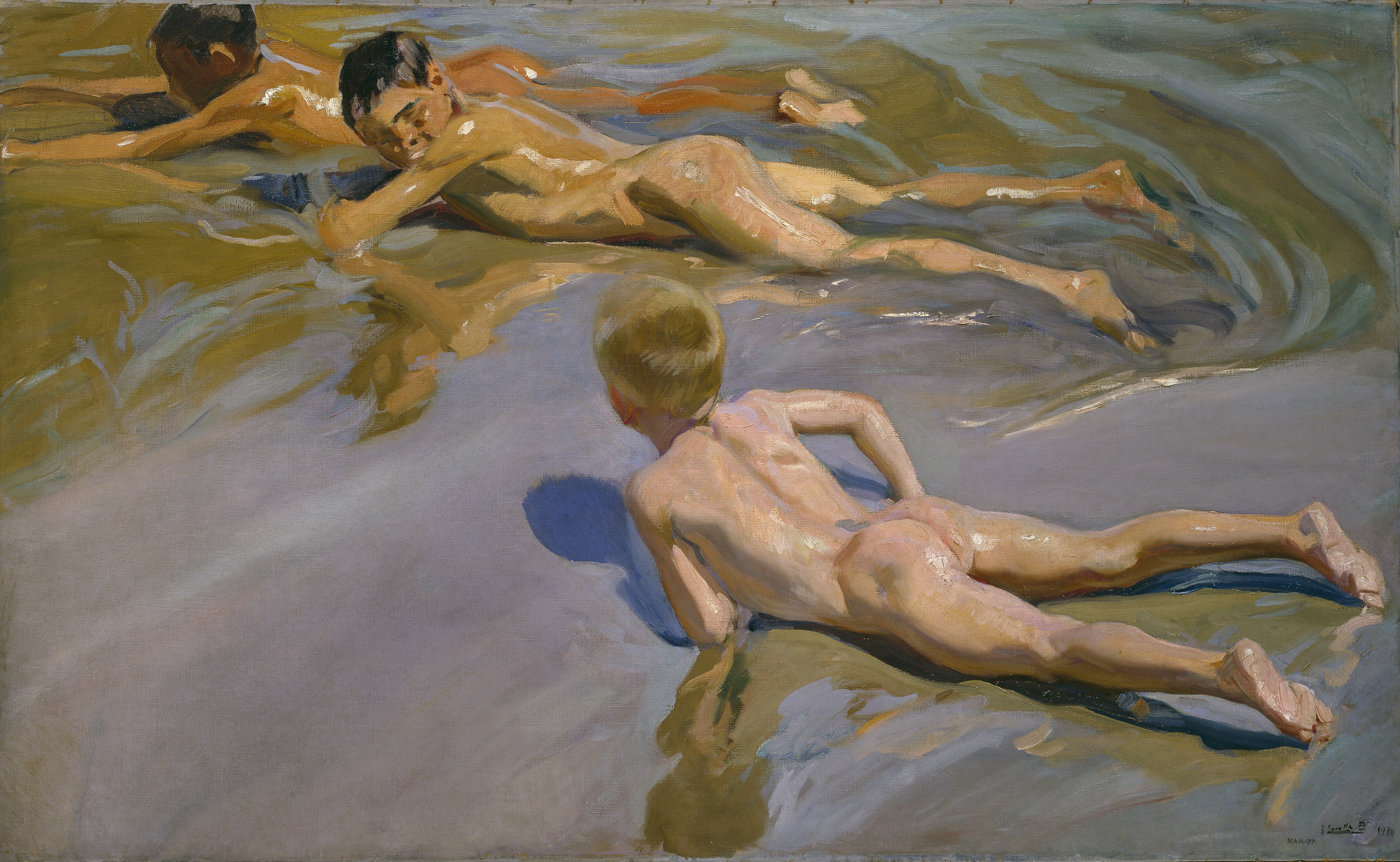
Chicos en la playa, de Joaquín Sorolla, 1910.
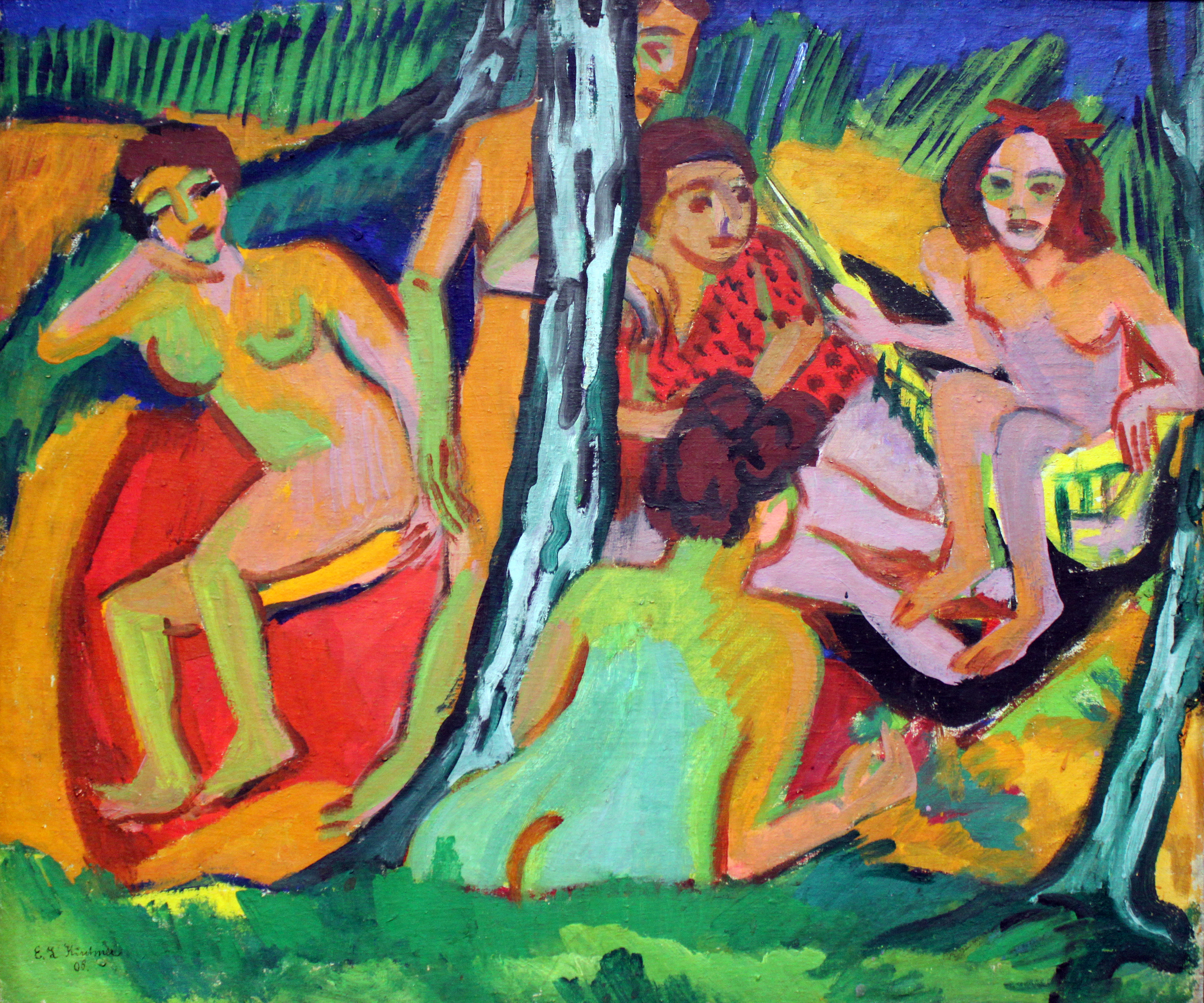
Bañistas, anagoría, o Escena en el bosque (Lagos de Moritzburg), de Ernst Ludwig Kirchner, ca. 1909-1925.
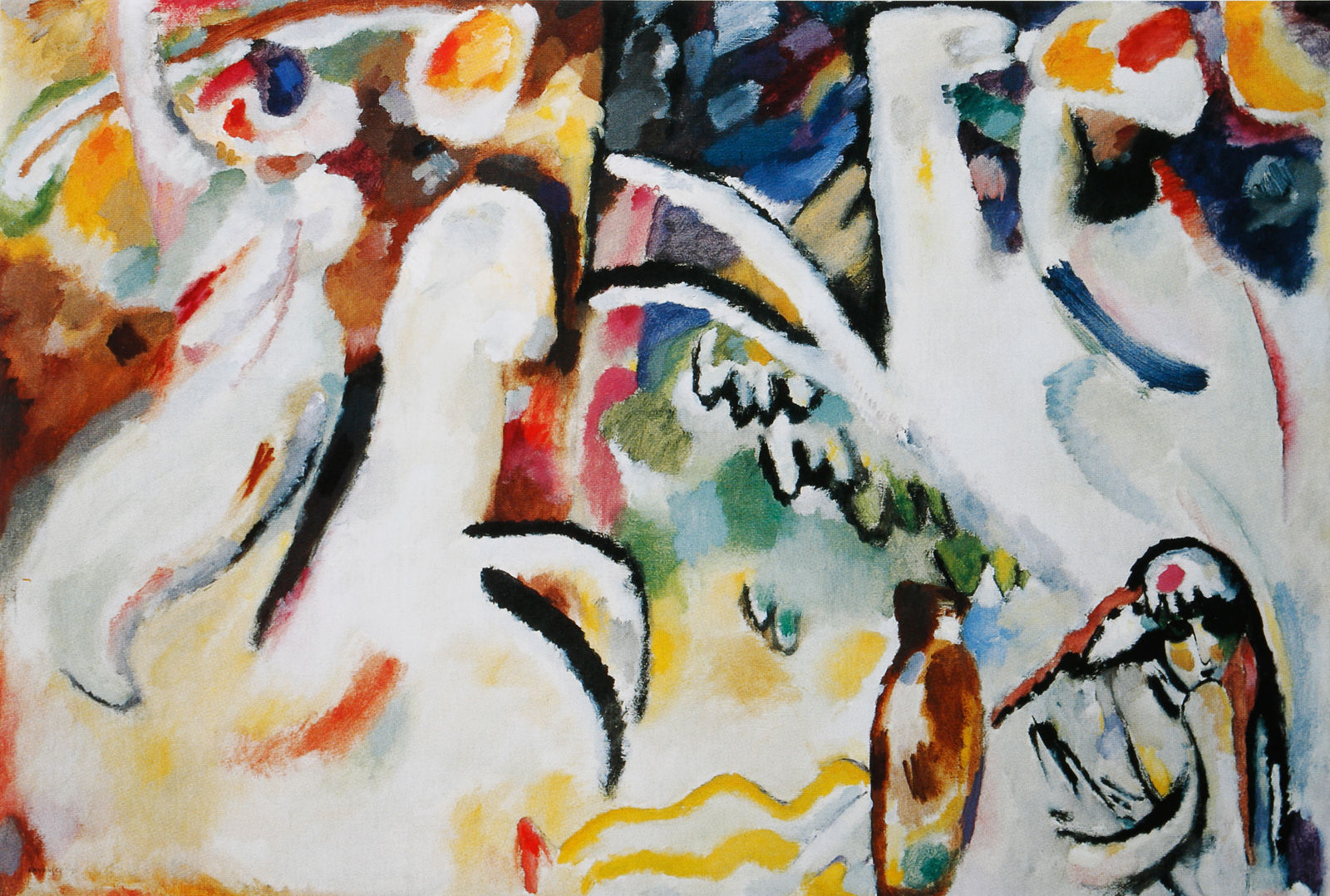
Suites orientales - Árabes III, de Vasili Kandinski, 1911.
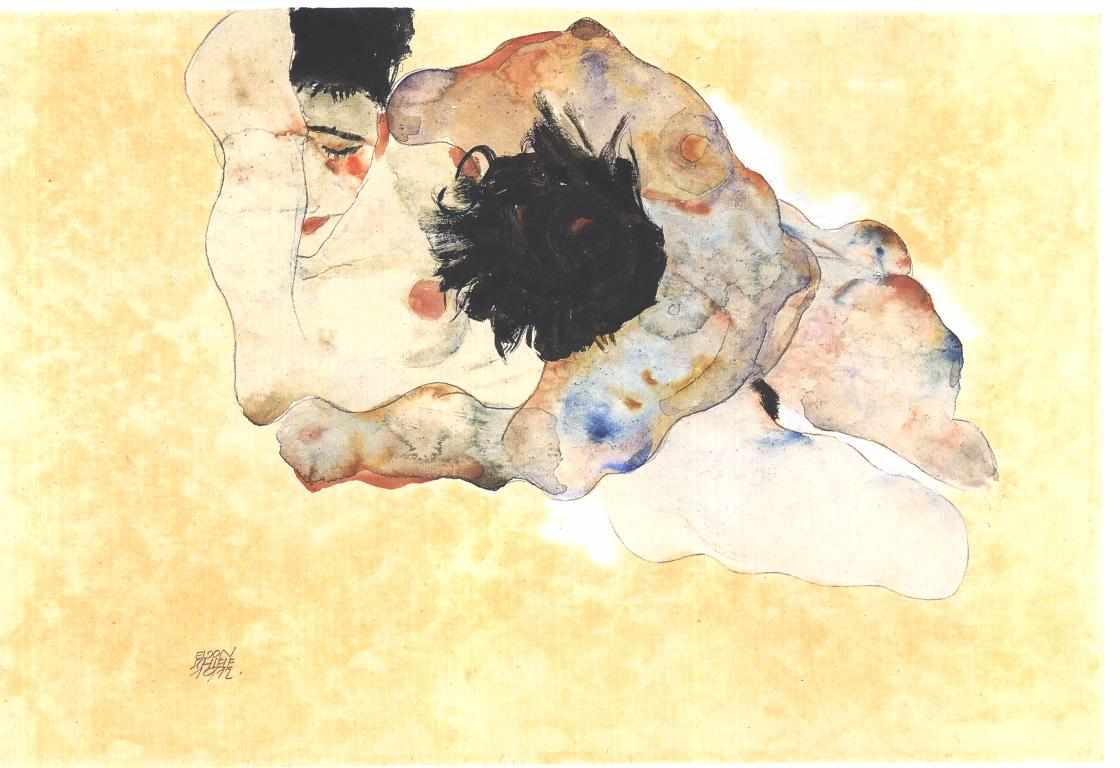
Abrazados, de Egon Schiele, 1912.
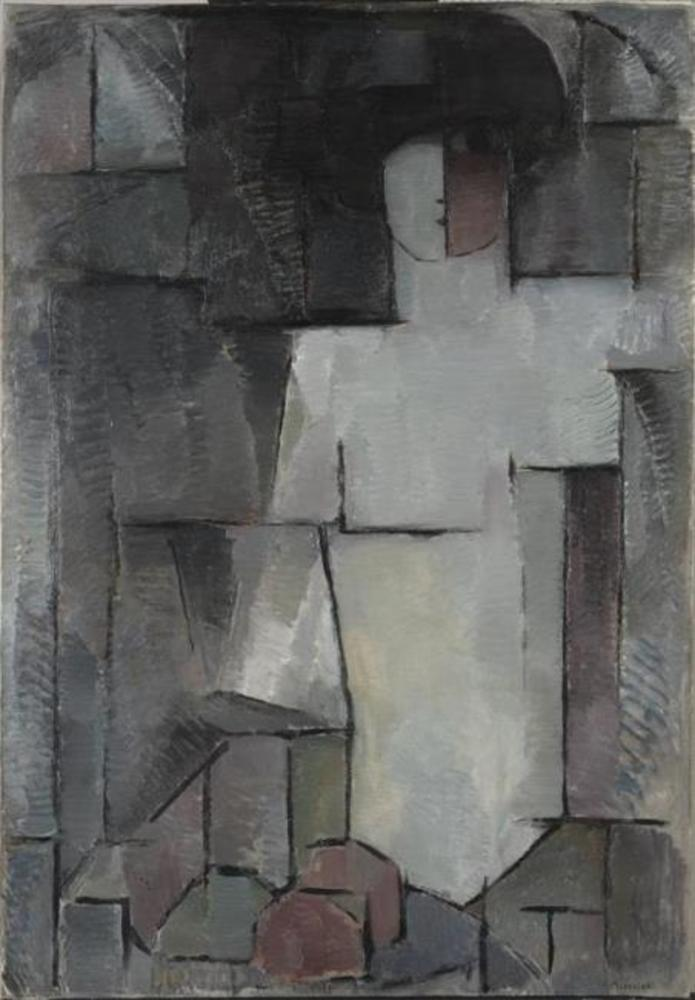
El gran desnudo, de Piet Mondrian, 1912.
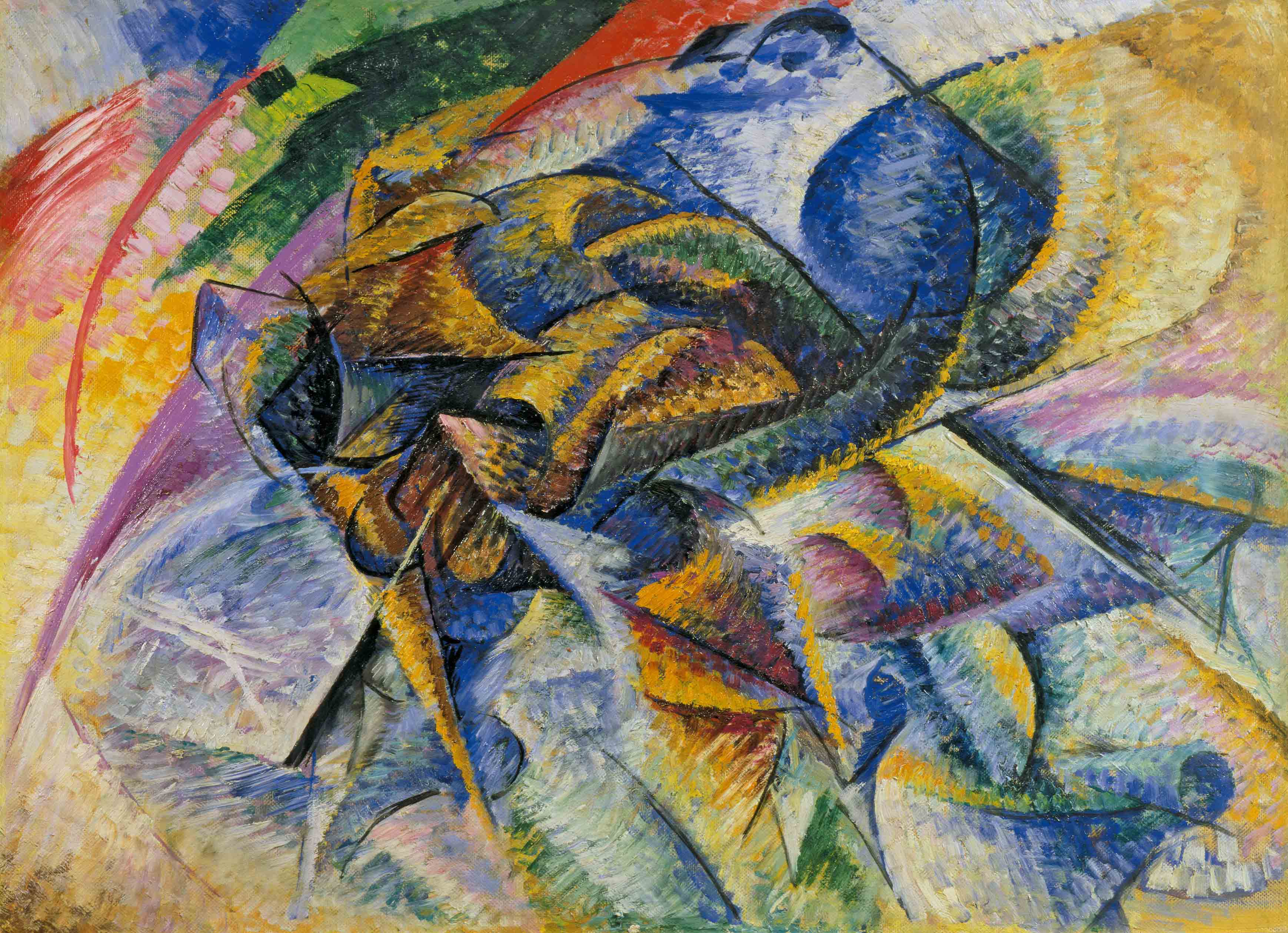
Dinamismo de un ciclista, de Umberto Boccioni, 1913.
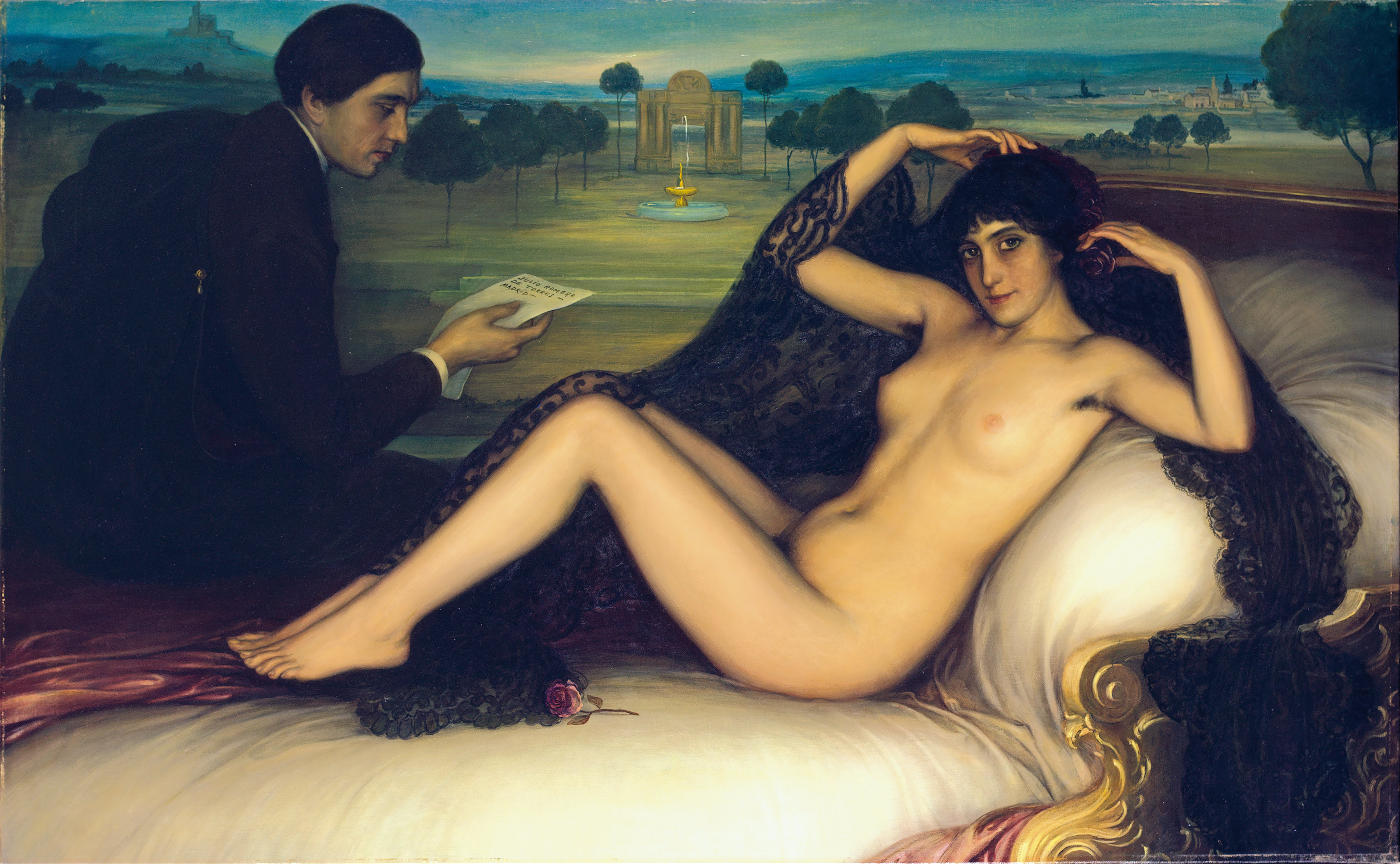
La Venus de la poesía, de Julio Romero de Torres, 1914.
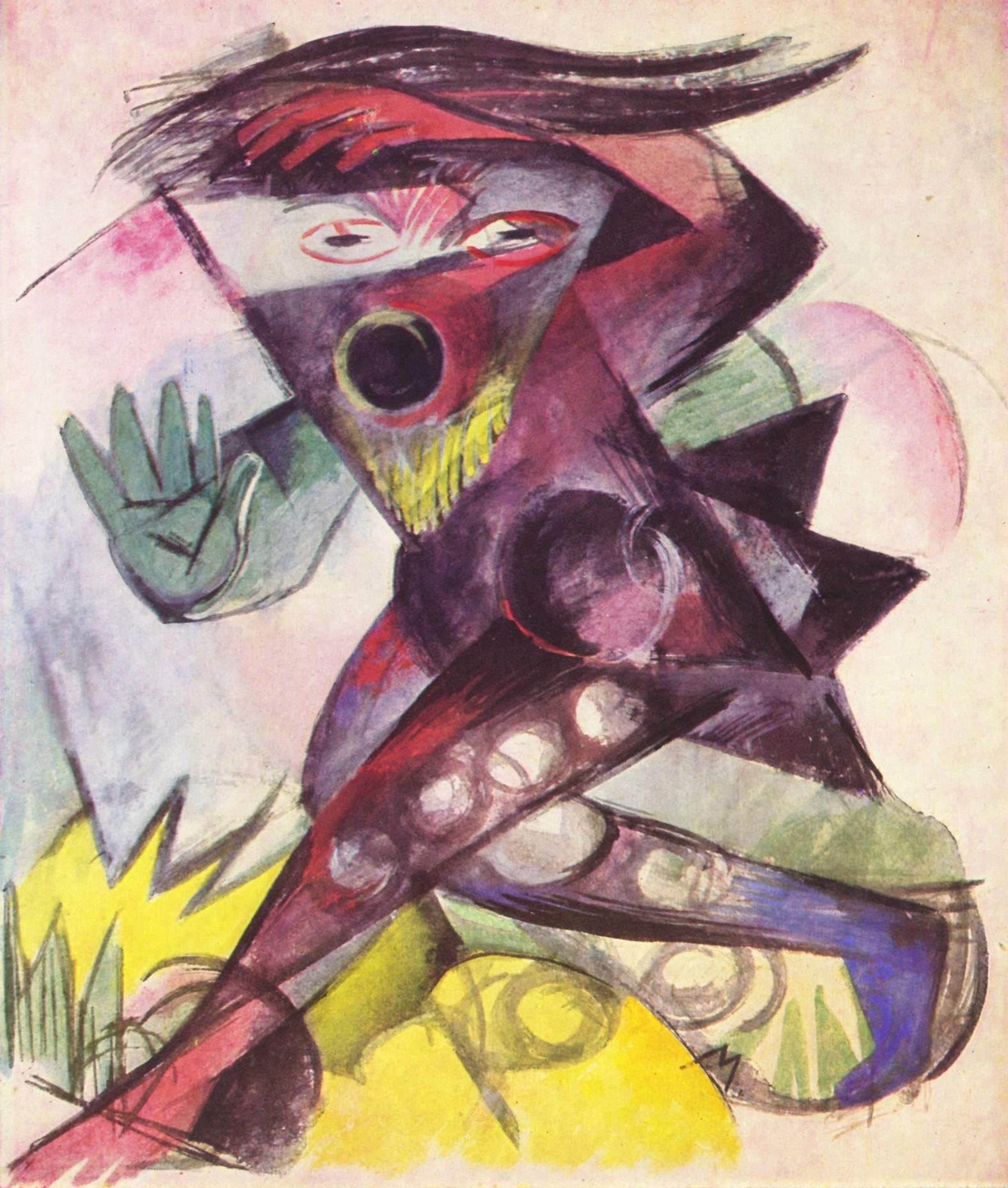
Calibán, de Franz Marc, 1914.
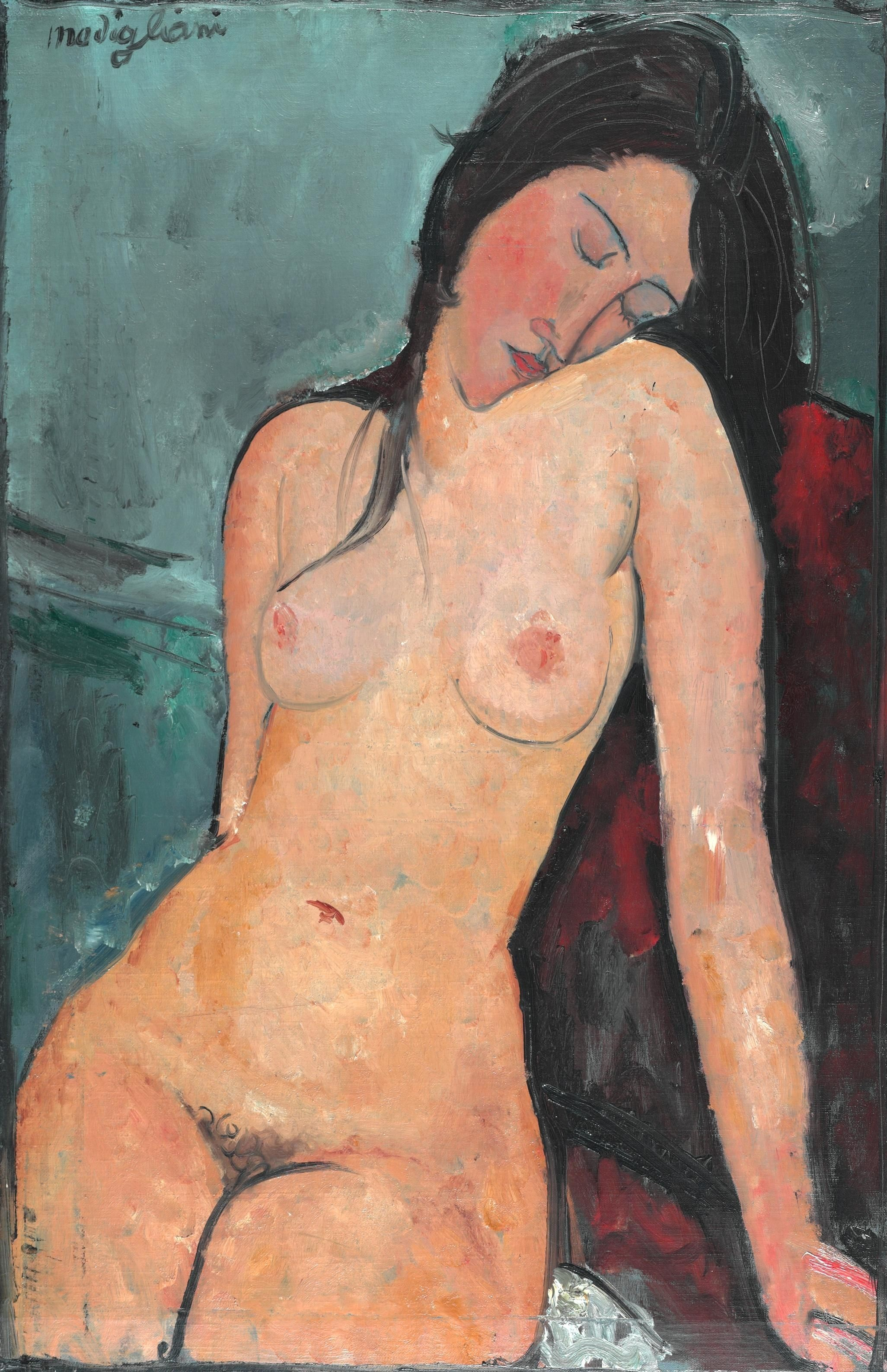
Desnudo sentado, de Amedeo Modigliani, 1916.
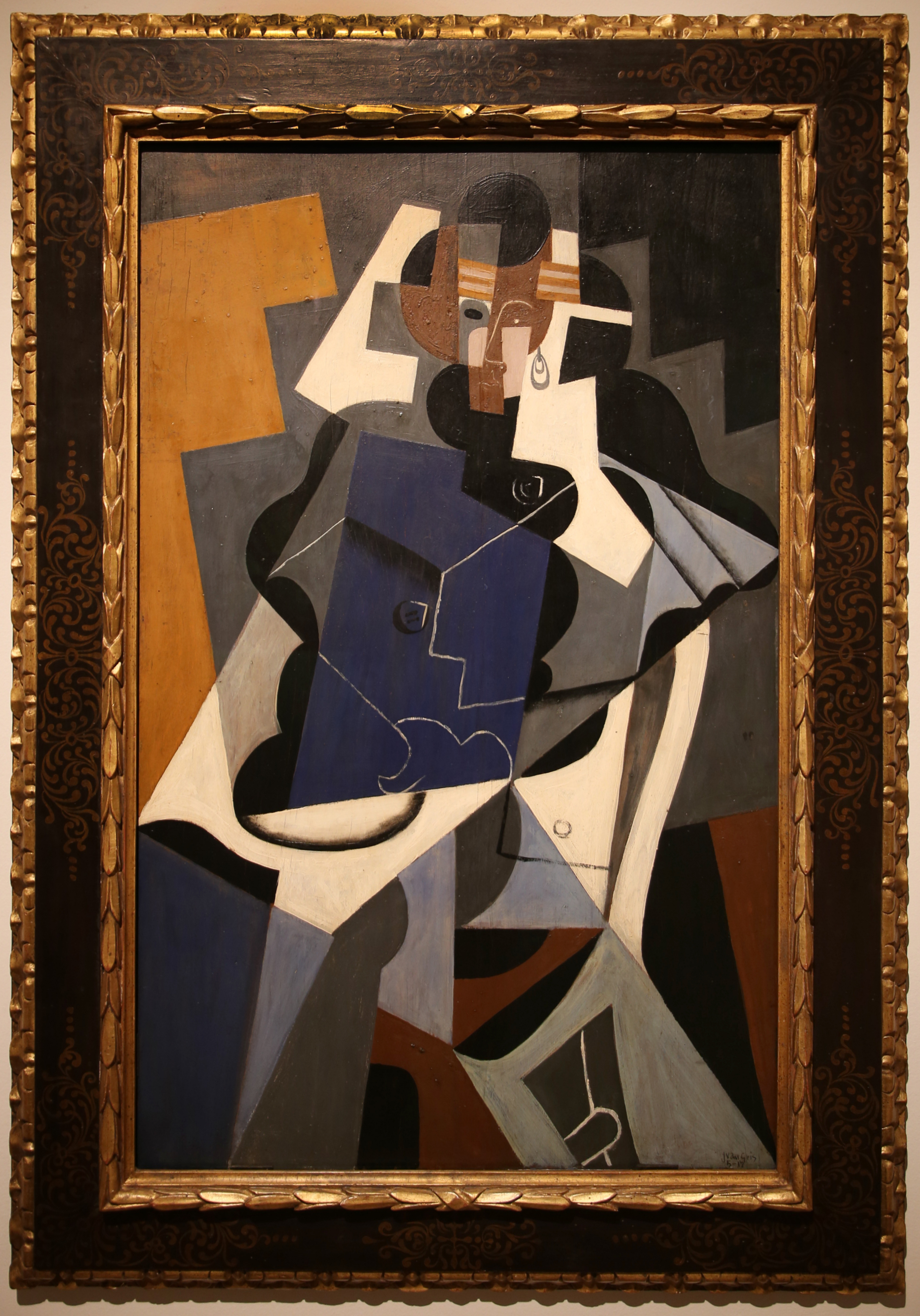
Mujer sentada, de Juan Gris, 1917.
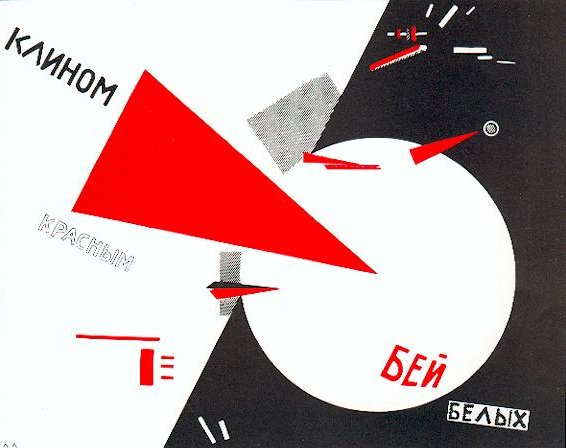
¡Vence a los blancos con la cuña roja!, de El Lisitski. 1919.
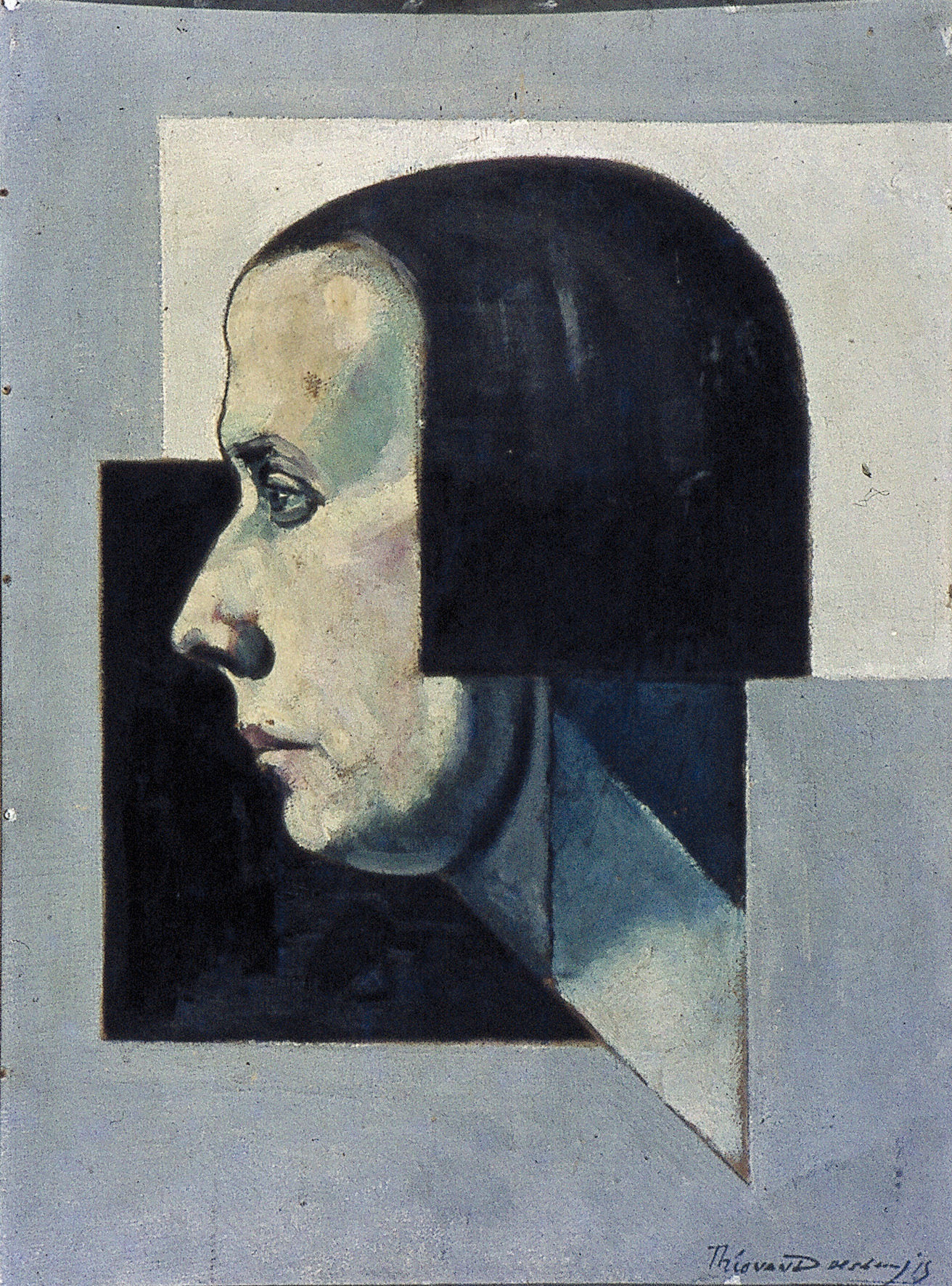
Retrato van Pétro (Nelly van Doesburg), de perfil, de Theo van Doesburg, ca. 1922.
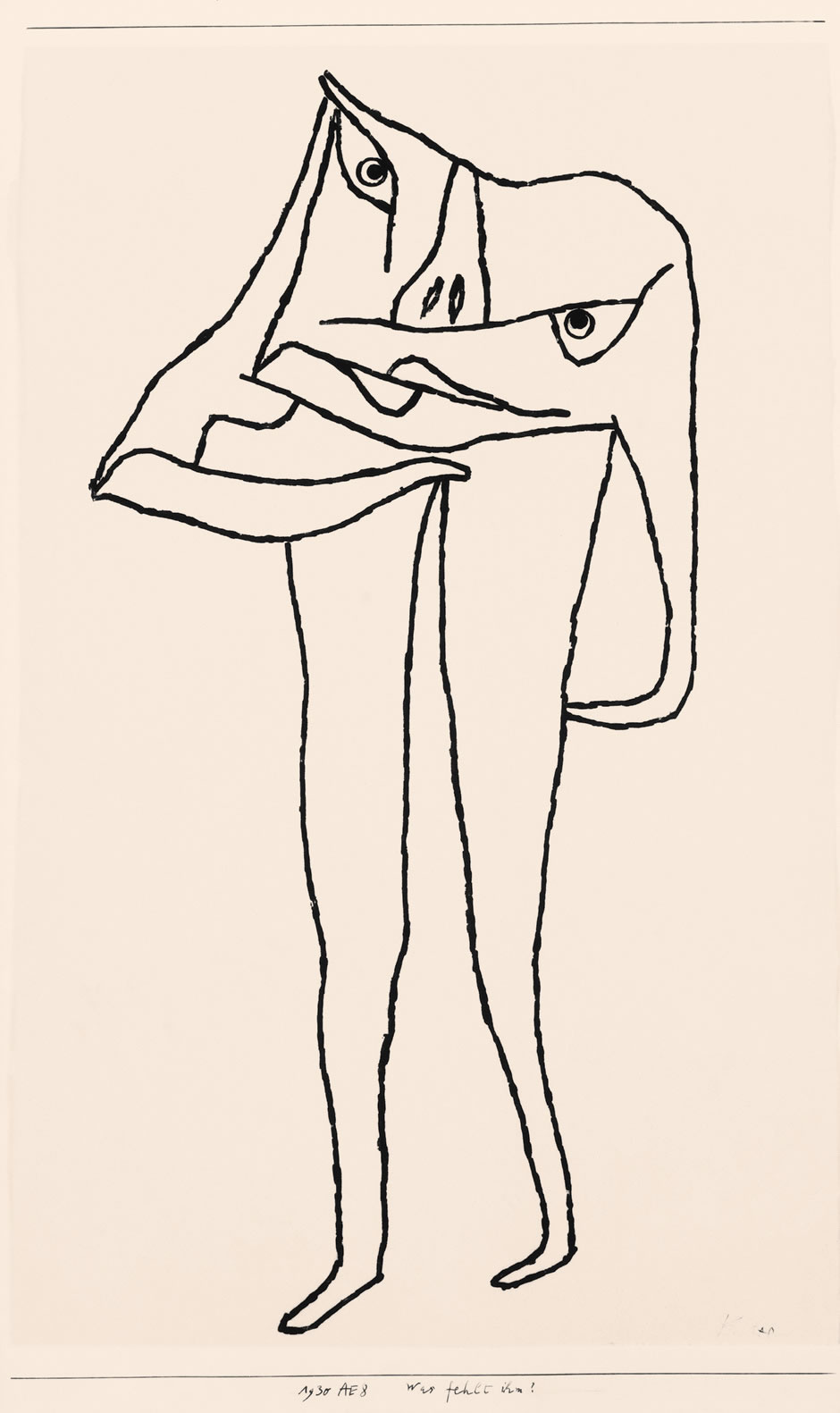
Qué le falta o Qué pasa con él, de Paul Klee, 1930.